# Liste der Biografien/Kah
Liste der Biografien |
Portal Biografien |
Personensuche
# |
A |
B |
C |
D |
E |
F |
G |
H |
I |
J |
K |
L |
M |
N |
O |
P |
Q |
R |
S |
T |
U |
V |
W |
X |
Y |
Z |
?
 
Ka |
Kb |
Kc |
Kd |
Ke |
Kf |
Kg |
Kh |
Ki |
Kj |
Kl |
Km |
Kn |
Ko |
Kp |
Kr |
Ks |
Kt |
Ku |
Kv |
Kw |
Ky |
Kx |
Kz
 
Kaa–Kag |
Kah |
Kai |
Kaj |
Kak |
Kal |
Kam |
Kan |
Kao |
Kap |
Kar |
Kas |
Kat |
Kau |
Kav |
Kaw |
Kay |
Kaz
Die Liste der Biografien führt alle Personen auf, die in der deutschsprachigen Wikipedia einen Artikel haben. Dieses ist eine Teilliste mit 524 Einträgen von Personen, deren Namen mit den Buchstaben „Kah“ beginnt.

## Kah
- Kah, Cherno Mass, gambischer Imam
- Kah, Danny (* 1967), australischer Eisschnellläufer und Shorttracker
- Kah, Hanne (* 1991), deutsche Singer/Songwriterin
- Kah, Hermann (1904–1990), deutscher Politiker (CDU), Oberbürgermeister von Schwäbisch Gmünd
- Kah, Hubert (* 1961), deutscher Musiker, Komponist, Liedtexter und ProduzentHubert Kah (* 1961)

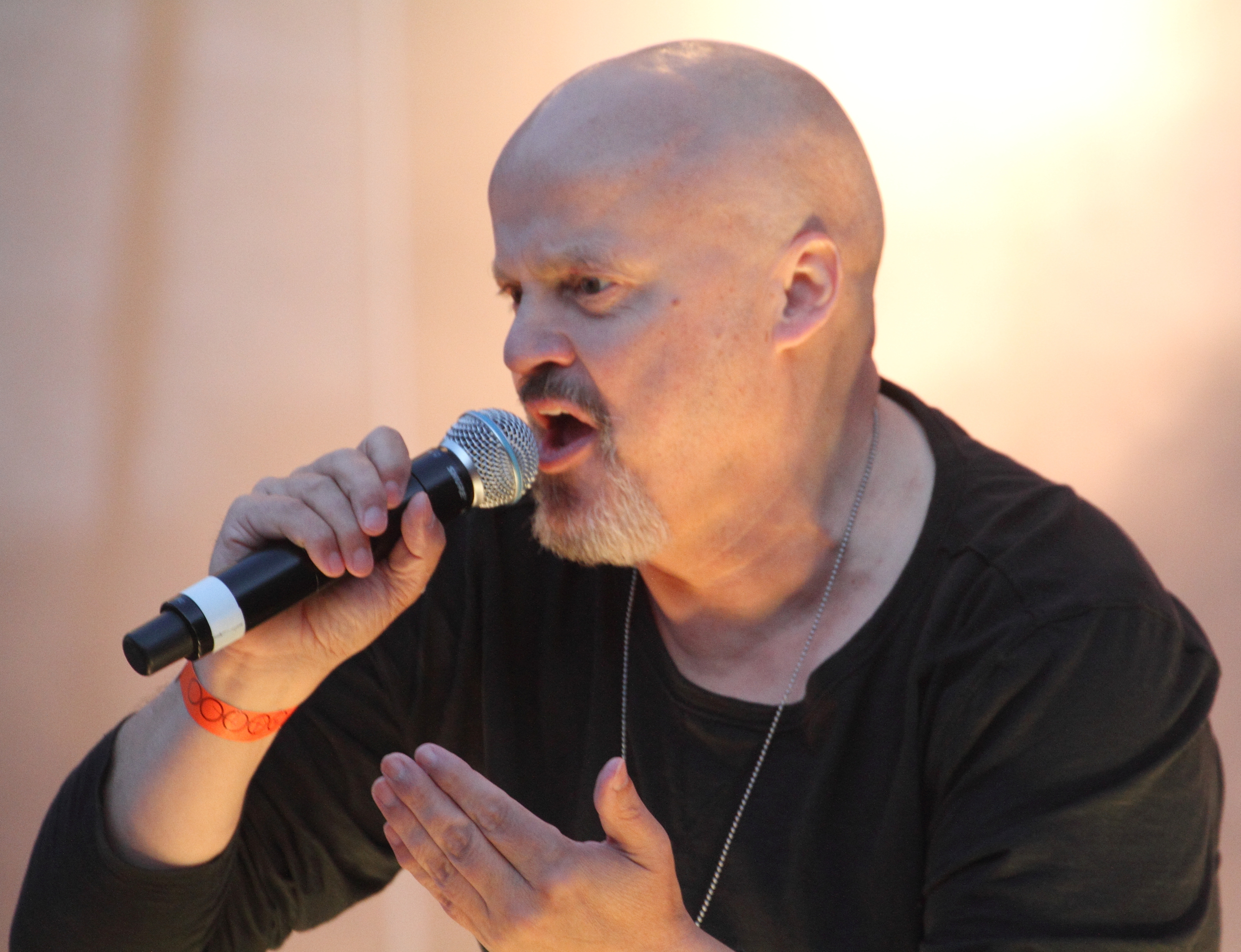
Hubert Kah (* 1961)

- Kah, Kebba C. A. (* 1934), Politiker in Britisch-Gambia
- Kah, Momodou Seedy, gambischer Politiker und Diplomat
- Kah, Pa Modou (* 1980), norwegischer Fußballspieler
- Kah, Yusupha, gambischer Politiker und Diplomat

### Kaha
- Kahaialiʻi, William Awihilima (1960–2020), US-amerikanischer Musiker
- Kahala, Tomomi (* 1974), japanische J-Pop-Sängerin und Musical-Schauspielerin
- Kahalani, Avigdor (* 1944), israelischer Politiker und Brigadegeneral
- Kahaljou, Aljaksandr (* 1994), belarussischer Eishockeyspieler
- Kahan, Bente (* 1958), norwegische Schauspielerin und Musikerin
- Kahan, Jitzchak (1913–1985), israelischer Jurist und Richter
- Kahan, Noah (* 1997), US-amerikanischer Singer-Songwriter
- Kahan, Steve, US-amerikanischer Schauspieler
- Kahan, William (* 1933), kanadischer Mathematiker und Informatiker
- Kahana, Kalman (1910–1991), israelischer Politiker, Vize-Minister und Journalist
- Kahana, Michael J. (* 1969), US-amerikanischer Psychologe
- Kahána, Mózes (1897–1974), ungarisch-moldawischer Schriftsteller, Übersetzer, Essayist, Literaturkritiker und Revolutionär
- Kahana, Tanya (* 1985), deutsche Synchronsprecherin
- Kahanamoku, Duke (1890–1968), US-amerikanischer Schwimmer, Surfer und Schauspieler
- Kahanamoku, Samuel (1902–1966), US-amerikanischer Surfer und Schwimmsportler
- Kahane, Anetta (* 1954), deutsche Journalistin und Autorin; Leiterin der Amadeu Antonio StiftungAnetta Kahane (* 1954)

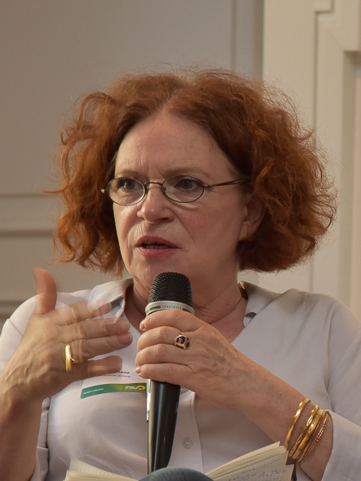
Anetta Kahane (* 1954)

- Kahane, Arthur (1872–1932), Dramaturg und Schriftsteller
- Kahane, B. B. (1891–1960), US-amerikanischer Filmproduzent
- Kahane, Binyamin Ze’ev (1966–2000), israelisch-amerikanischer Zionist
- Kahane, Bruno (1909–1994), österreichischer Eishockeytorwart
- Kahane, David (1903–1998), polnischer Rabbiner
- Kahane, Doris (1920–1976), deutsche Malerin und Grafikerin
- Kahane, Henry (1902–1992), österreichisch-US-amerikanischer Romanist und Sprachwissenschaftler
- Kahane, Howard (1928–2001), US-amerikanischer Philosoph und Logiker
- Kahane, Jack (1887–1939), britischer Verleger, Autor und Übersetzer
- Kahane, Jean-Pierre (1926–2017), französischer Mathematiker
- Kahane, Jeffrey (* 1956), US-amerikanischer Pianist, Cembalist, Dirigent und Musikpädagoge
- Kahane, Karl (1920–1993), österreichischer Unternehmer
- Kahane, Kitty (* 1960), deutsche Illustratorin, Designerin und Malerin
- Kahane, Max (1866–1923), österreichischer Psychoanalytiker
- Kahane, Max (1910–2004), deutscher Journalist
- Kahane, Meir (1932–1990), israelischer Rabbiner und ultra-konservativer ZionistMeir Kahane (1932–1990)

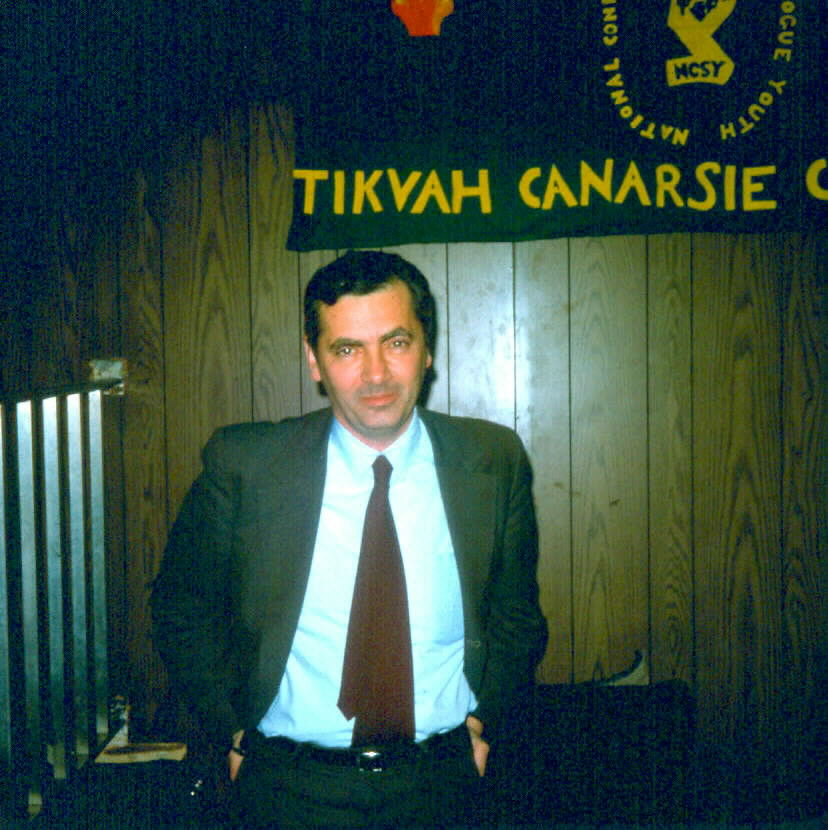
Meir Kahane (1932–1990)

- Kahane, Patricia (* 1953), österreichische Unternehmerin
- Kahane, Peter (* 1949), deutscher Filmregisseur
- Kahane, Peter P. (1904–1974), österreichischstämmiger israelischer Klassischer Archäologe
- Kahane, Renée (1907–2002), amerikanische Sprachwissenschaftlerin griechisch-österreichischer Herkunft
- Kahane, Roger (1932–2013), französischer Regisseur und Drehbuchautor
- Kahane, Tamás, deutscher Komponist und Musiker
- Kahánek, Jaroslav (* 1977), tschechischer Skispringer
- Kahanez, Karus (1868–1918), belarussischer Schriftsteller, Übersetzer, Sprachwissenschaftler, Volkskundler, Maler und Bildhauer
- Kahanez, Marko (1881–1908), ukrainischer Politiker
- Kahani, Abdolreza (* 1973), iranischer Filmemacher
- Kahar, Abdul († 1578), Sultan von Brunei
- Kähärä, Jasmin (* 2000), finnische Skilangläuferin
- Kähärä, Jessica (* 2001), finnische Hochspringerin
- Kahatjipara, Barbara (* 1975), namibisches Fotomodell und Schauspielerin
- Kahawa, Kia (* 1993), deutsche Autorin und Unternehmerin
- Kahawatte, Saliya (* 1969), deutscher Unternehmer und AutorSaliya Kahawatte (* 1969)

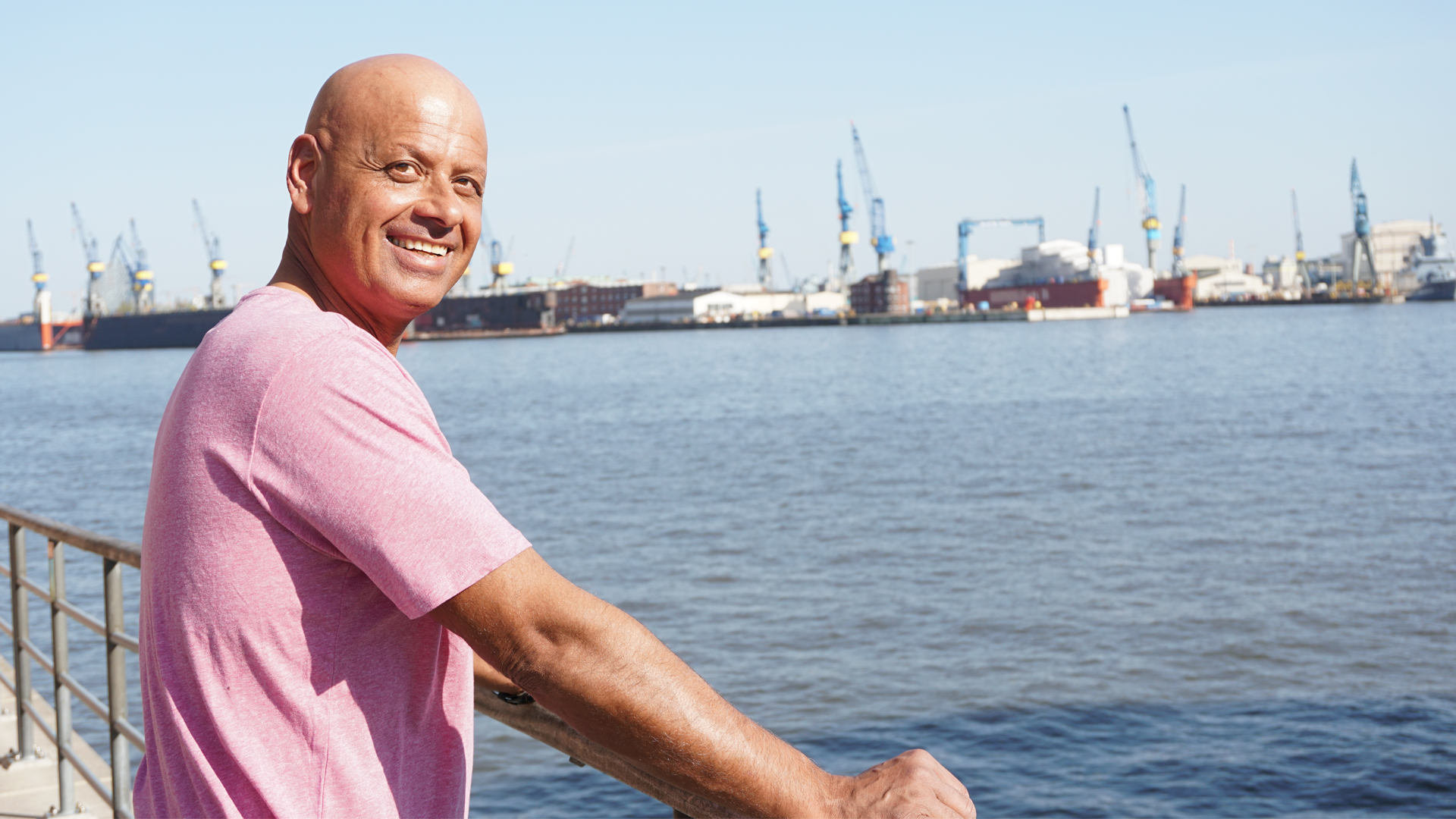
Saliya Kahawatte (* 1969)

### Kahe
- Kahê (* 1982), brasilianischer Fußballspieler
- Kaheil, Nuri, libyscher Radrennfahrer
- Kahele, Fred (1900–1976), US-amerikanischer Schwimmer
- Kahele, Kai (* 1974), US-amerikanischer Politiker der Demokratischen Partei
- Kahenya, Pauline Njeri (* 1985), kenianische Langstreckenläuferin

### Kahf
- Kahf, Mohja (* 1967), syrisch-amerikanische Dichterin
- Kahfiani, Rifanty (* 1998), indonesische Tennisspielerin

### Kahh
- Kahhala, Umar Rida (1905–1987), syrischer Historiker und Literaturwissenschaftler
- Kahhalé Zouhaïraty, Georges (* 1938), syrischer Geistlicher, Bischof in Venezuela

### Kahi
- Kahil, Lilly (1926–2002), französisch-schweizerische Klassische Archäologin
- Kahil, Mary (1889–1979), ägyptische Mystikerin, Mitbegründerin der Badaliya-Gebetsvereinigung
- Kahin, Dahir Riyale (* 1952), somalischer Politiker; Präsident Somalilands (2002–2010)
- Kāhina († 701), Führerin der Berber im Kampf gegen die MuslimeKāhina († 701)

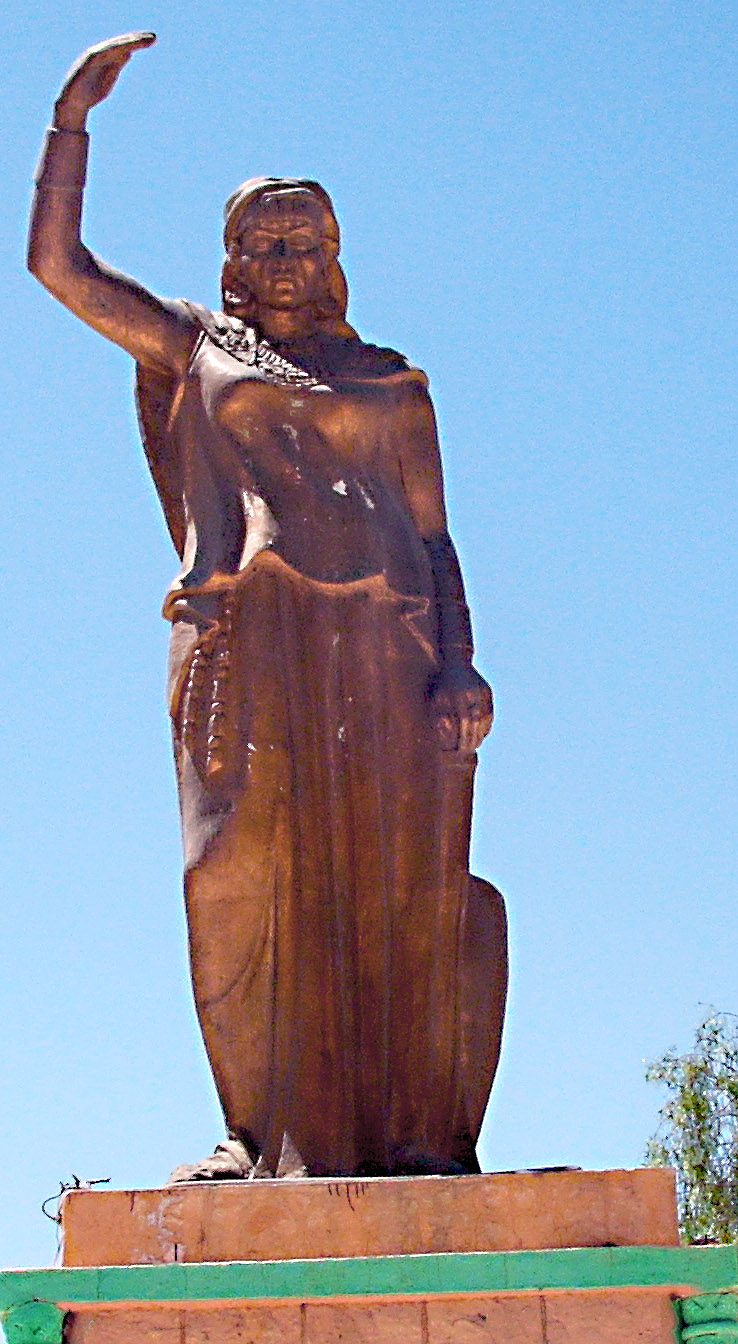
Kāhina († 701)

- Kahiu, Wanuri (* 1980), kenianische Filmregisseurin

### Kahk
- K'ahk' Ti' Ch'ich', Herrscher der Maya-Stadt Dzibanché aus der Kaan-Dynastie (550–568)
- Kahkedschijan, Garo (1962–1993), armenischer Militärkommandeur
- Kähkönen, Kaapo (* 1996), finnischer Eishockeytorwart
- Kähkönen, Toni (* 1986), finnischer Eishockeyspieler
- Kähkönen, Ville (* 1984), finnischer Nordischer Kombinierer

### Kahl
- Kahl, Alexander (* 1993), deutscher Florettfechter
- Kahl, Annette (* 1972), deutsche Rollstuhlbasketballspielerin
- Kahl, Armin, deutscher Musicaldarsteller
- Kahl, Arno (* 1970), österreichischer Jurist und Universitätsprofessor
- Kahl, Béatrice (* 1972), deutsche Jazzpianistin und -organistin
- Kahl, Brigitte (* 1950), deutsche evangelische Theologin und Hochschullehrerin
- Kahl, Bruno (* 1962), deutscher politischer Beamter (CDU)
- Kahl, Eric (* 2001), thailändisch-schwedischer Fußballspieler
- Kahl, Ernst (1949–2025), deutscher Cartoonist, Maler, Sänger, Filmemacher
- Kahl, Eugen (1912–1944), deutscher Fußballspieler
- Kahl, Fabian (* 1991), deutscher Kunst- und Antiquitätenhändler
- Kahl, Fritz (1859–1942), deutscher Gewerkschafter, sozialdemokratischer Politiker
- Kahl, Fritz (1895–1974), deutscher Arzt und Judenretter
- Kahl, Georg-Friedrich (1936–2019), deutscher Arzt, Pharmakologe und Toxikologe
- Kahl, Gerhard (* 1957), österreichischer Hochschulprofessor
- Kahl, Gernot (1933–2000), deutscher Pianist und Kammermusiker
- Kahl, Günter (1943–2023), deutscher Journalist
- Kahl, Hans-Dietrich (1920–2016), deutscher Historiker für mittelalterliche Geschichte
- Kahl, Harald (* 1941), deutscher Politiker (CDU), MdB
- Kahl, Heinrich (1812–1864), deutscher Instrumentalmusiker, Chorleiter und Musikpädagoge
- Kahl, Helmuth (1901–1974), deutscher Moderner Fünfkämpfer
- Kahl, Jens (* 1961), deutscher Sportwissenschaftler, Sportdirektor des Deutschen Kanu-Verbands
- Kahl, Joachim (* 1941), deutscher ReligionskritikerJoachim Kahl (* 1941)

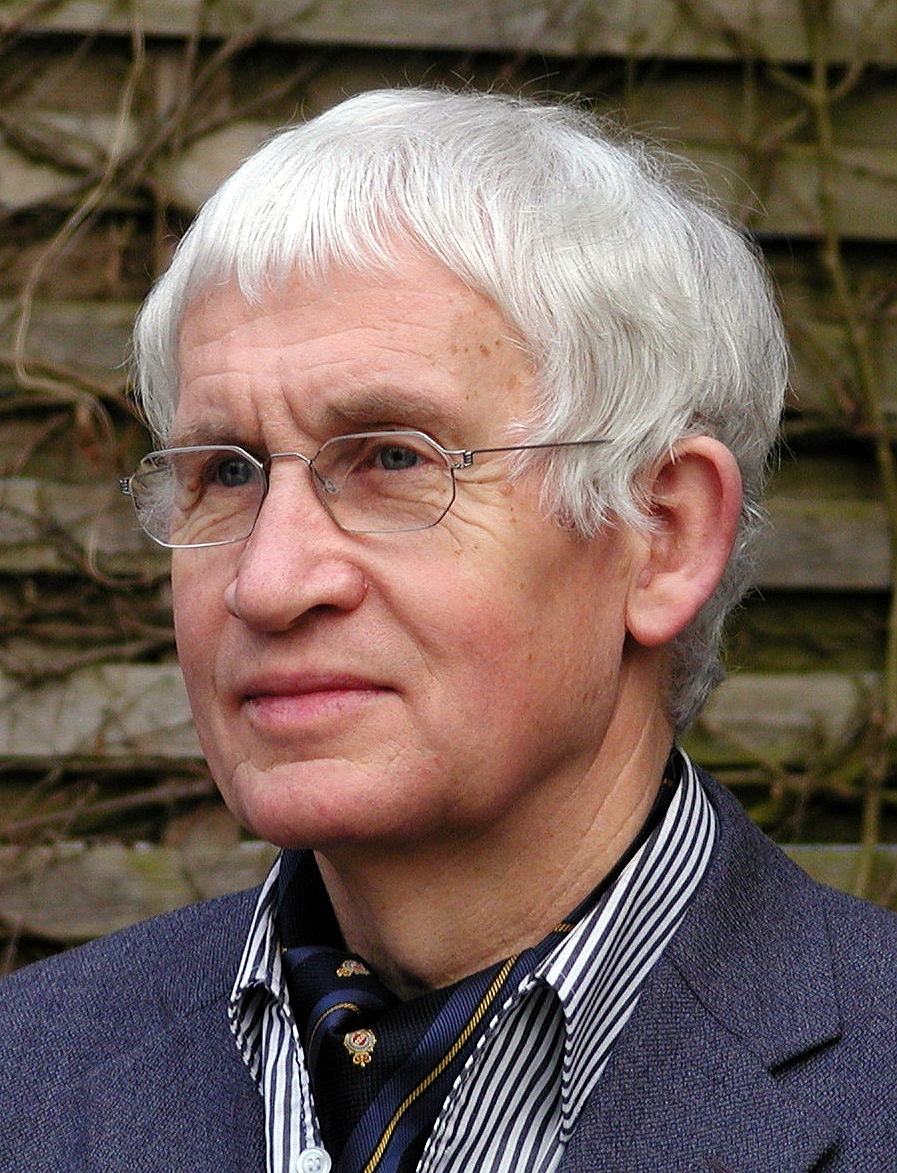
Joachim Kahl (* 1941)

- Kahl, Jochem (* 1961), deutscher Ägyptologe
- Kahl, Josef (1913–1942), tschechoslowakischer Skispringer
- Kahl, Karl (1873–1938), deutschbaltisch-russischer Landschaftsmaler der Düsseldorfer Schule
- Kahl, Karl-Heinz (1927–1983), deutscher Sportler, Motorbootrennfahrer
- Kahl, Konrad (1914–1985), Schweizer Innenarchitekt, Unternehmer und Literat
- Kahl, Kurt (1929–2012), österreichischer Journalist und Buchautor
- Kahl, Luca Finn (* 1997), deutscher Basketballspieler
- Kahl, M. Philip (1934–2012), US-amerikanischer Biologe und Naturfotograf
- Kahl, Margarete (1896–1958), deutsche Judenretterin
- Kahl, Margrit (1942–2009), deutsche Konzept- und Prozesskünstlerin
- Kahl, Matthias (* 1976), deutscher Beamter
- Kahl, Milt (1909–1987), US-amerikanischer Animator
- Kahl, Niklas (* 1988), deutscher Rock- und Metal-SchlagzeugerNiklas Kahl (* 1988)

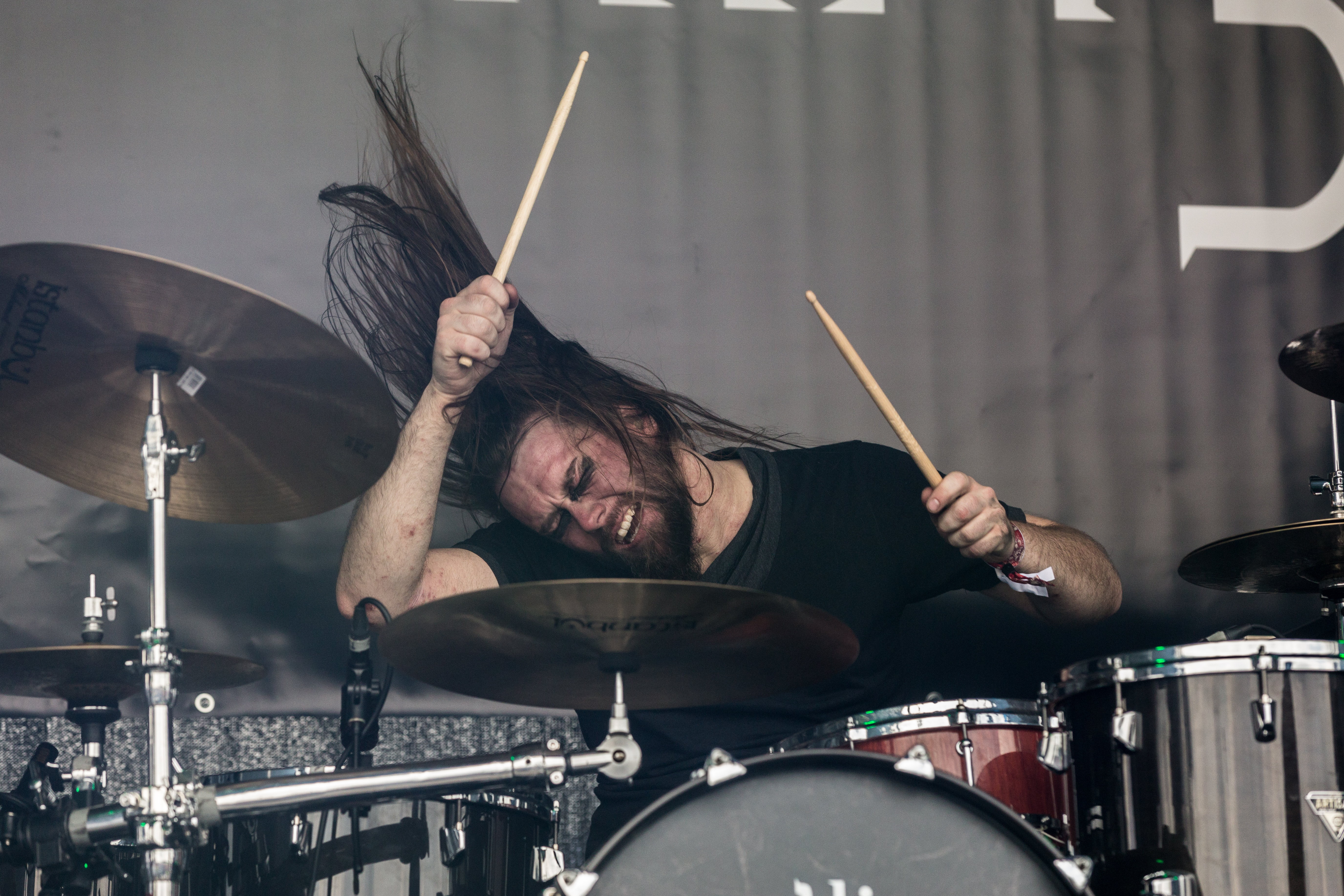
Niklas Kahl (* 1988)

- Kahl, Oscar (* 1997), thailändisch-schwedischer Fußballspieler
- Kahl, Paul (* 1975), deutscher Germanist, Historiker und Literaturhistoriker
- Kahl, Peter W. (* 1929), deutscher Anglist, Fachdidaktiker, Erziehungswissenschaftler und Hochschullehrer
- Kahl, Reinhard (* 1948), deutscher Fachjournalist und Erziehungswissenschaftler
- Kahl, Reinhard (* 1948), deutscher Politiker (SPD), MdL
- Kahl, RP (* 1970), deutscher Schauspieler, Filmregisseur und Filmproduzent
- Kahl, Sören (* 1964), deutscher Sänger christlicher Popmusik
- Kahl, Thede (* 1971), deutscher Slawist und Hochschullehrer
- Kahl, Werner (* 1962), deutscher Theologe
- Kahl, Wilhelm (1849–1932), deutscher Rechtswissenschaftler und Politiker (DVP), MdR
- Kahl, Willi (1893–1962), deutscher Musikwissenschaftler
- Kahl, Wolf (1950–2016), deutscher Jurist, Präsident des Brandenburgischen Oberlandesgerichtes
- Kahl, Wolfgang (* 1951), deutscher Autor für die mittelalterliche Landesgeschichte Thüringens
- Kahl, Wolfgang (* 1965), deutscher Rechtswissenschaftler und Hochschullehrer
- Kahl-Wolfsjäger, Kari (* 1942), norwegisch-deutsche Kultur- und Musikmanagerin
- Kahlau, Christine (* 1955), deutsche Lyrikerin
- Kahlau, Heinz (1931–2012), deutscher Lyriker
- Kahlawi, Abla al- (1948–2021), ägyptische Islamwissenschaftlerin und Hochschullehrerin
- Kahlbaum, Johannes (1851–1909), deutscher Fabrikbesitzer
- Kahlbaum, Karl Ludwig (1828–1899), Psychiater
- Kahlbaum, Siegfried (1870–1943), deutscher Arzt der Psychiatrie, Leiter der psychiatrischen Anstalt in Görlitz und Sanitätsrat
- Kahlberg, Abraham Albert (1883–1966), deutscher liberaler Rabbiner
- Kahlberg, Günter (1936–1997), deutscher Verwaltungsjurist und Kommunalpolitiker (CDU)
- Kahlbohm, Holger (* 1944), deutscher Politiker (SPD), MdHB
- Kahlbutz, Baltzer Julius von († 1752), preußischer Oberst
- Kahlbutz, Christian Friedrich von (1651–1702), preußischer RitterChristian Friedrich von Kahlbutz (1651–1702)

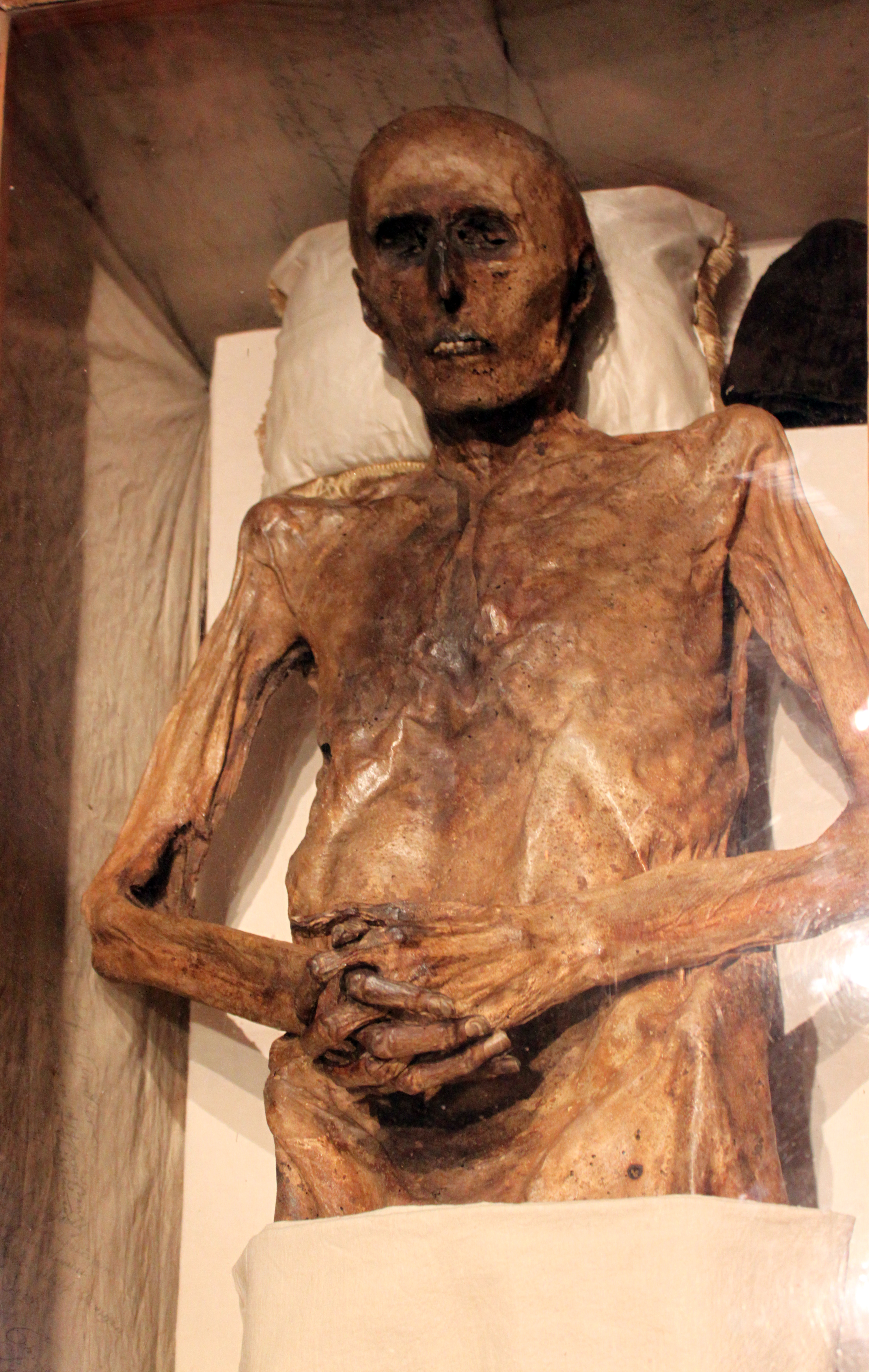
Christian Friedrich von Kahlbutz (1651–1702)

- Kahlbutz, Kaspar Friedrich von (1687–1745), preußischer Oberst
- Kahlcke, Hermann (1838–1913), deutscher Landwirt und Politiker (NLP), MdR
- Kahlden, August Paul von (1823–1894), preußischer Generalmajor
- Kahlden, Clemens von (1859–1903), deutscher Mediziner
- Kahlden, Henning Alexander von (1713–1758), preußischer Generalmajor
- Kahlden, Wolf von (1901–1979), deutscher Offizier, Brigadegeneral des Heeres der Bundeswehr
- Kahle, Alfred (1876–1915), deutscher Rittergutsbesitzer und Parlamentarier
- Kahle, Anna von (1843–1920), deutsche Bildhauerin
- Kahle, Bernhard (1861–1910), deutscher Germanist und Skandinavist
- Kahle, Birgit (* 1957), deutsche Künstlerin
- Kahle, Birgit (* 1960), deutsche Autorin, Journalistin und Kommunikationsberaterin
- Kahle, Brewster (* 1960), US-amerikanischer Informatiker, Unternehmer und AktivistBrewster Kahle (* 1960)

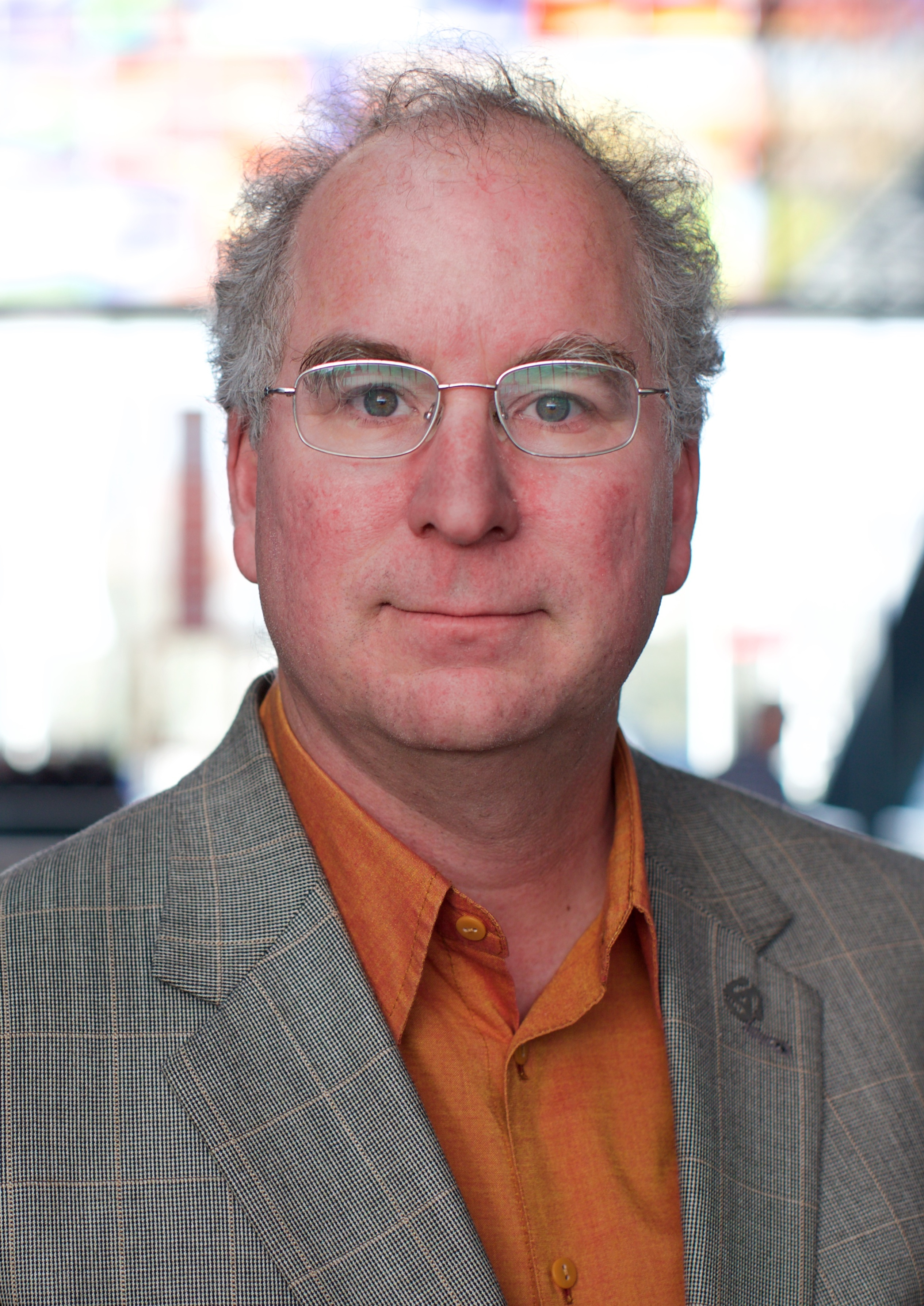
Brewster Kahle (* 1960)

- Kahle, Eberhard (1936–2014), deutscher Gebrauchsgrafiker, Buchgestalter und Typograf
- Kahle, Egbert (* 1943), deutscher Ökonom
- Kahle, Franz (* 1959), deutscher Politiker (Bündnis 90/Die Grünen) und Jurist
- Kahle, Georg (1829–1895), deutscher lutherischer Theologe, Konsistorialrat und Generalsuperintendent der Generaldiözese Hoya-Diepholz
- Kahle, Gitta (* 1963), deutsche Jazzmusikerin
- Kahle, Günter (1927–2003), deutscher Historiker
- Kahle, Hans (1899–1947), deutscher Interbrigadist, KPD-Funktionär, SED-Funktionär, Journalist und Chef der Volkspolizei in MecklenburgHans Kahle (1899–1947)

Hans Kahle (1899–1947)

- Kahle, Hans Hermann (1920–2003), deutscher Diplomat
- Kahle, Hermann (1829–1887), deutscher pädagogischer Schriftsteller, Theologe und Lehrer
- Kahle, Holger (* 1966), deutscher Wirtschaftswissenschaftler
- Kahle, James A., US-amerikanischer Computer-Architekt
- Kahle, Janko (* 1974), deutscher Schauspieler
- Kahle, Johann Justus (* 1668), deutscher Organist und Komponist
- Kahle, Ludwig Martin (1712–1775), deutscher Rechtswissenschaftler und Hochschullehrer
- Kahle, Manon (* 1980), amerikanische Schauspielerin
- Kahle, Marcel (* 1993), deutscher Eishockeyspieler
- Kahle, Maria (1891–1975), deutsche Schriftstellerin
- Kahle, Marie (1893–1948), Opfer der NS-Zeit und Autorin
- Kahle, Matthias (* 1969), deutscher Rallye-Fahrer
- Kahle, Paul (1875–1964), deutscher Orientalist
- Kahle, Richard (1842–1916), deutscher Schauspieler
- Kahle, Rudolf Christian Heinrich (1756–1843), deutscher Jurist, Bürgermeister in Schwerin
- Kahle, Sabine (* 1959), deutsche Schwimmerin
- Kahle, Sigrid (1928–2013), schwedische Journalistin und Autorin
- Kahle, Walther (1879–1949), deutscher Lehrer und Fachautor für Zoologie
- Kahle, Wolfgang (* 1925), deutscher Journalist
- Kahle-Hausmann, Julia (* 1971), deutsche Politikerin (SPD), MdL NRW
- Kahle-Kessler, Marie (1844–1896), deutsche Schauspielerin
- Kahlefeld, Heinrich (1903–1980), deutscher katholischer Theologe
- Kahlefeld, Susanna (* 1964), deutsche Politikerin (Bündnis 90/Die Grünen)
- Kahlefeldt, Brad (* 1979), australischer Duathlet und Triathlet
- Kahlefeldt, Radka (* 1984), tschechische Triathletin
- Kahlen, Adolf (1892–1959), deutscher Politiker (FDP), MdL
- Kahlen, Timo (* 1966), deutscher Klang- und Medienkünstler
- Kahlen, Wolf (* 1940), deutscher Video- und Performancekünstler
- Kahlenbach, Hermann (1929–2002), deutscher Komponist
- Kahlenberg, Friedrich P. (1935–2014), deutscher Historiker und Präsident des Bundesarchivs
- Kahlenberg, Hans von (1870–1957), deutsche Schriftstellerin
- Kahlenberg, Klaus (1912–2006), deutscher Journalist, Sprecher des letzten Wehrmachtberichts
- Kahlenberg, Thomas (* 1983), dänischer Fußballspieler
- Kahlenborn, Peter (* 1963), deutscher Jazzschlagzeuger
- Kähler, Alexander (1832–1907), deutscher Politiker, MdHB, Senator und Unternehmer
- Kähler, Alexander (* 1960), deutscher Redakteur und FernsehmoderatorAlexander Kähler (* 1960)

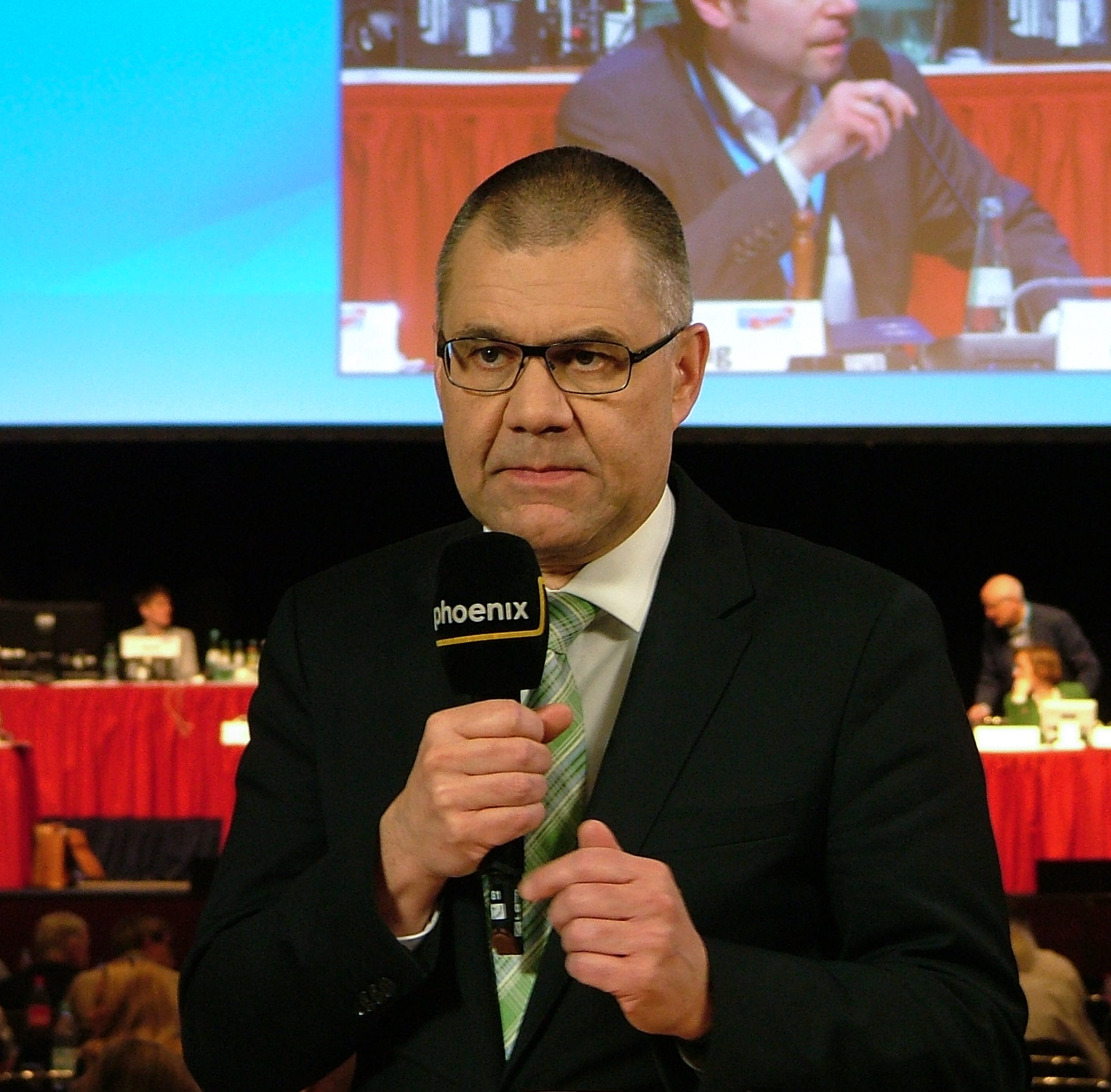
Alexander Kähler (* 1960)

- Kähler, Alfred (1900–1981), deutsch-amerikanischer Wirtschaftswissenschaftler
- Kähler, Andreas Peer (* 1958), deutscher Dirigent und Komponist
- Kahler, Arnold, deutscher Kanute
- Kähler, Bernhard (1808–1890), deutscher Arzt und Politiker
- Kähler, Bettina (* 1965), deutsche Politikerin (GAL), MdHB und Unternehmerin
- Kähler, Birgit (* 1970), deutsche Leichtathletin
- Kähler, Carl Nicolaus (1804–1871), deutscher evangelisch-lutherischer Pastor und Theologe
- Kähler, Christoph (* 1944), deutscher Geistlicher, Landesbischof der Landeskirche Thüringen
- Kähler, Egon (1925–1992), deutscher Politiker (SPD), MdBB
- Kähler, Else (1917–2011), Schweizer Theologin
- Kähler, Erich (1906–2000), deutscher Mathematiker
- Kahler, Erich von (1885–1970), deutscher Kulturphilosoph und SoziologeErich von Kahler (1885–1970)

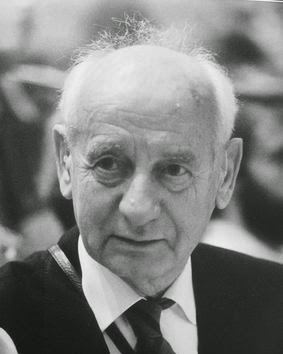
Erich von Kahler (1885–1970)

- Kähler, Ernst (1914–1991), deutscher evangelischer Theologe und Kirchenhistoriker
- Kahler, Ernst (1914–1993), deutscher Schauspieler und Regisseur
- Kahler, Eugen von (1882–1911), tschechischer Maler
- Kahler, Franz (1900–1995), österreichischer Geologe
- Kähler, Friedrich (1873–1942), deutscher Rechtsanwalt und Bürgermeister von Laage (1900–1936)
- Kähler, Gert (* 1942), deutscher Architekturhistoriker und Publizist
- Kahler, Gottlieb Franz Wilhelm (1780–1843), Mediziner und Hochschullehrer
- Kähler, Gregor Clemens (1841–1912), deutscher evangelischer Pastor und Theologe
- Kahler, Gustava (1906–1987), österreichische Geologin und Paläontologin
- Kähler, Hans (1912–1983), deutscher Sprachwissenschaftler und Hochschullehrer
- Kahler, Hans-Joachim (1908–2000), deutscher Generalmajor im Zweiten Weltkrieg
- Kähler, Heinz (1905–1974), deutscher Klassischer Archäologe
- Kähler, Herman (1846–1917), dänischer Keramikfabrikant
- Kähler, Ingeborg (* 1943), deutsche Kunsthistorikerin und Kuratorin
- Kähler, Joachim (* 1958), deutscher evangelischer Theologe
- Kahler, Johann (1649–1729), lutherischer Theologe und Mathematiker
- Kahler, Johann Engelhard (1729–1804), lutherischer Theologe
- Kahler, Johann Philipp (1726–1792), lutherischer Theologe
- Kähler, Johann Siegfried (1743–1820), deutscher Mediziner
- Kahler, Josef (1878–1939), tschechoslowakischer Politiker der deutschen Minderheit
- Kähler, Julius (1873–1952), deutscher Journalist und Politiker
- Kahler, Karl (1856–1906), österreichischer Tiermaler
- Kähler, Katharina (* 1979), deutsche Soziologin und Politikerin (SPD), MdBB
- Kähler, Lorenz (* 1973), deutscher Jurist und Hochschullehrer
- Kähler, Ludwig August (1775–1855), deutscher evangelischer Theologe, Geistlicher und Schriftsteller
- Kähler, Luise (1869–1955), deutsche Gewerkschafterin und Politikerin (SPD)
- Kahler, Marlene (* 2001), österreichische Schwimmerin
- Kähler, Martin (1835–1912), deutscher protestantischer Theologe
- Kähler, Otto (1830–1885), preußischer Generalmajor, osmanischer Generalleutnant
- Kahler, Otto (1849–1893), österreichischer Internist und Pathologe
- Kähler, Otto (1875–1955), deutscher Rechtsanwalt, Notar und Rechtshistoriker
- Kahler, Otto (1878–1946), österreichischer Hals-Nasen-Ohrenarzt und Hochschullehrer
- Kähler, Otto (1894–1967), deutscher Marineoffizier, zuletzt Konteradmiral im Zweiten WeltkriegOtto Kähler (1894–1967)

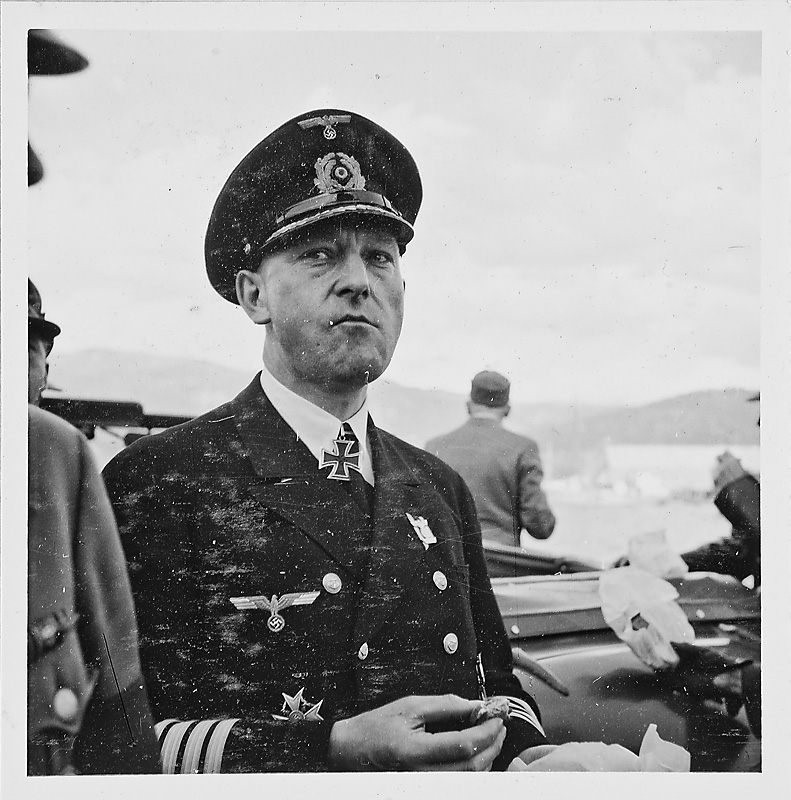
Otto Kähler (1894–1967)

- Kähler, Otto (1905–1983), deutscher Volkswirt
- Kähler, Otto (1910–1991), deutscher Bühnenbildner und Intendant
- Kahler, Otto (1920–2008), deutscher Politiker (SPD)
- Kähler, Richard (* 1951), deutscher Satiriker, Buch- und Fernseh-Autor, Fotograf, Übersetzer und Musiker
- Kähler, Robin (* 1946), deutscher Sportwissenschaftler, Hochschullehrer
- Kähler, Ruth (* 1935), deutsche Schauspielerin
- Kähler, Susanne (* 1966), deutsche Kunsthistorikerin
- Kahler, Taibi (* 1943), US-amerikanischer Psychologe, Autor und Kommunikationsberater
- Kähler, Thorsten (* 1955), deutscher Konteradmiral
- Kähler, Tim (* 1968), deutscher Politiker (SPD)
- Kahler, Tobias (* 1974), deutscher Aktivist und Lobbyist
- Kähler, Ursula (* 1944), deutsche Politikerin (SPD), MdL
- Kähler, Walter (1877–1955), evangelischer Theologe
- Kahler, Wigand (1699–1747), lutherischer Theologe und Mathematiker
- Kähler, Wilhelm (1871–1934), deutscher Jurist, Volkswirt, Hochschullehrer und Politiker (DNVP)
- Kähler, Wilhelm (1905–1994), deutscher Archivar
- Kähler, Wilhelmine (1864–1941), deutsche Gewerkschafterin und Politikerin (SPD), MdR
- Kahler, Wolf (* 1940), deutscher Schauspieler
- Kähler, Wolfgang (1840–1922), deutscher evangelischer Theologe und Superintendent in Ostpreußen
- Kähler, Wolfgang (1903–1983), deutscher Flottillenadmiral der BundesmarineWolfgang Kähler (1903–1983)

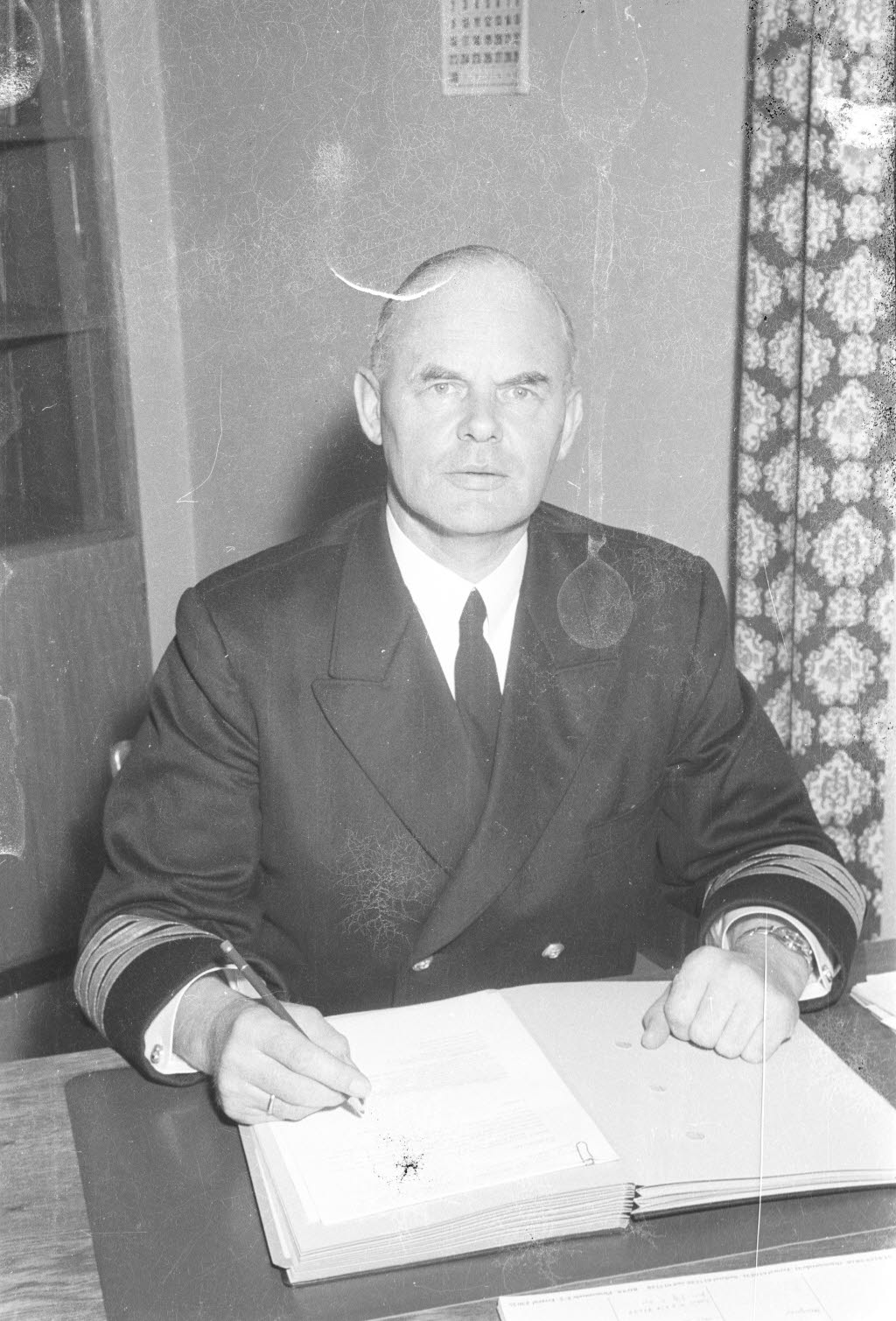
Wolfgang Kähler (1903–1983)

- Kähler-Meyer, Emmi (1903–1998), deutsche Afrikanistin
- Kahler-Polagnoli, Mathias (* 1969), österreichischer Schauspieler
- Kähler-Timm, Hilde (* 1947), deutsche Kinder- und Jugendbuchautorin
- Kahlert, Andreas Wilhelm (1779–1838), deutscher Apotheker und Fabrikant
- Kahlert, Anton (1804–1880), deutscher Lehrer und Abgeordneter
- Kahlert, August (1807–1864), deutscher Dichter, Literaturhistoriker und Musikkritiker
- Kählert, Axel (* 1950), deutscher Handballspieler
- Kahlert, Detlef (* 1962), deutscher Bogenschütze
- Kahlert, Diethart (1941–2004), deutscher Politiker und Verwaltungsbeamter
- Kahlert, Gunter (* 1938), deutscher Dirigent und Musikpädagoge
- Kahlert, Hans (1934–2021), deutscher Schauspieler
- Kahlert, Hartmut (* 1940), österreichischer Physiker und Universitätsprofessor
- Kahlert, Heike (* 1962), deutsche Soziologin
- Kahlert, Heinrich (1638–1702), Abt der Zisterzienserklöster Heinrichau und Zirc
- Kahlert, Helmut (1927–2009), deutscher Sozialwissenschaftler und Uhrenhistoriker
- Kahlert, Joachim (* 1954), deutscher Pädagoge und Hochschullehrer
- Kahlert, Justus Georg (1800–1862), deutscher Politiker, Bürgermeister von Darmstadt (1848–1862)
- Kahlert, Sven (* 1970), deutscher Fußballtrainer
- Kahlert, Ulf (* 1981), deutscher Krebsforscher, Stammzellbiologe und Hochschullehrer
- Kahlert, Wilhelm (1877–1932), deutscher Marineoffizier, zuletzt Vizeadmiral
- Kahles, Charles William (1878–1931), US-amerikanischer Comiczeichner und -autor deutscher Herkunft
- Kahleyß, Julia (* 1978), deutsche Historikerin und Archivarin
- Kahleyß, Paul Richard (* 1872), deutscher Reichsgerichtsrat
- Kahlfeldt, Paul (* 1956), deutscher Architekt, Professor für Grundlagen und Theorie der Baukonstruktion an der Technischen Universität Dortmund
- Kahlfeldt, Petra (* 1960), deutsche Architektin, Professorin an der Universität Hamburg
- Kahlfuß, Hans-Jürgen (* 1936), deutscher Bibliothekar
- Kahlhofen, Mike (* 1963), deutscher Fußballspieler
- Kahlhofer, Eckart (* 1936), deutscher Liedermacher und Buchautor
- Kahlhöfer, Friedrich (1831–1865), Landtagsabgeordneter Waldeck
- Kahlhöfer, Helmut (1914–1988), deutscher Kirchenmusiker
- Kahlhofer, Karin (1943–2017), deutsche Malerin, Bildhauerin und Aktionskünstlerin
- Kahlhöfer, Philipp (1795–1859), Landtagsabgeordneter Waldeck
- Kahlich-Könner, Dora (1905–1970), österreichische Anthropologin
- Kahlke, Arne (* 1969), deutscher Unternehmer
- Kahlke, Hans-Dietrich (1924–2017), deutscher Prähistoriker und Paläontologe
- Kahlke, Max (1892–1928), deutscher Maler und Grafiker
- Kahlke, Winfried (1932–2025), deutscher Mediziner und Hochschullehrer
- Kahlmeyer, Benjamin, deutscher Dokumentarfilmer und Kameramann
- Kahlo, Frida (1907–1954), mexikanische MalerinFrida Kahlo (1907–1954)

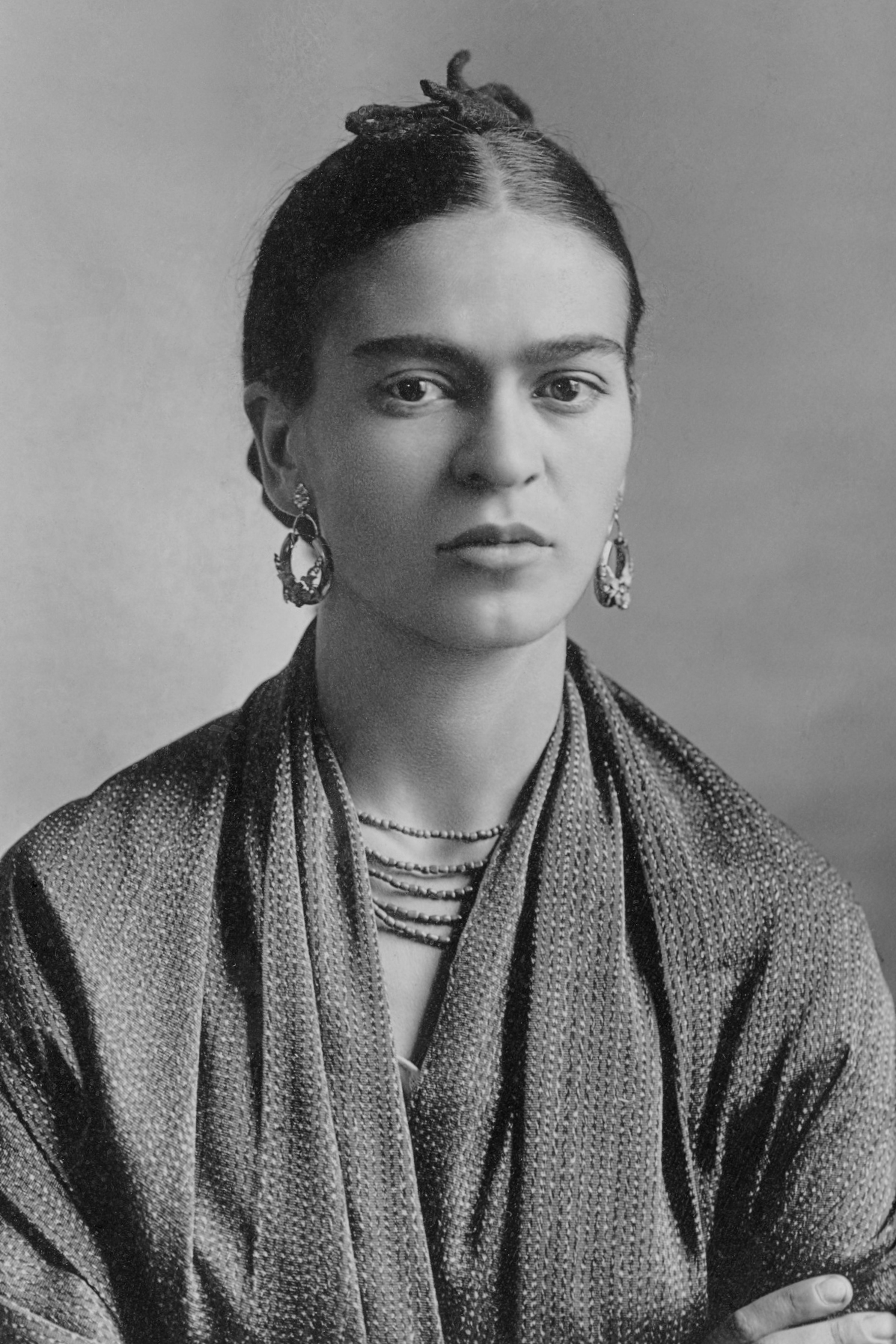
Frida Kahlo (1907–1954)

- Kahlo, Gerhard (1893–1974), deutscher Schriftsteller und Linguist
- Kahlo, Guillermo (1871–1941), mexikanischer Fotograf
- Kahlo, Michael (* 1950), deutscher Jurist und Professor an der Universität Leipzig
- Kahlon, Ravi (* 1979), kanadischer Politiker und Hockeyspieler
- Kahlos, Maijastina (* 1967), finnische Althistorikerin
- Kahlow, Andreas (* 1952), deutscher Ingenieur
- Kahlow, Heinz (1924–2015), deutscher Schriftsteller und Vortragskünstler
- Kahlweit, Cathrin (* 1959), deutsche Journalistin
- Kahlweit, Manfred (1928–2012), deutscher Physiker und Physikochemiker

### Kahm
- Kahma, Markus (* 1932), finnischer Zehnkämpfer
- Kahma, Pentti (* 1943), finnischer Diskuswerfer
- Kahmann, Anna (1905–1995), Schweizer Künstlerin der Art brut
- Kahmann, Fritz (1896–1978), deutscher Politiker (KPD, SED), MdR
- Kahmann, Hermann (1881–1943), deutscher Politiker (SPD), MdR
- Kahmann, Jan (* 1947), deutscher Gewerkschafter
- Kahmann, Regine (* 1948), deutsche Mikrobiologin
- Kahmann, Wilhelm (1893–1963), deutscher Journalist, Verleger und Kommunalpolitiker
- Kahmen, Ansgar (* 1974), deutsch-österreichischer Botaniker
- Kahmen, Heribert (* 1940), deutscher Geodät
- Kahmke, Lydia (* 1968), deutsch-australische Handballspielerin
- Kahmke, Ulf (* 1966), deutscher Sportjournalist

### Kahn
- Kahn Strauss, Carol (* 1944), US-amerikanische Publizistin und Institutsleiterin
- Kahn, Albert (1860–1940), französischer Bankier, Philanthrop, Sammler und MäzenAlbert Kahn (1860–1940)

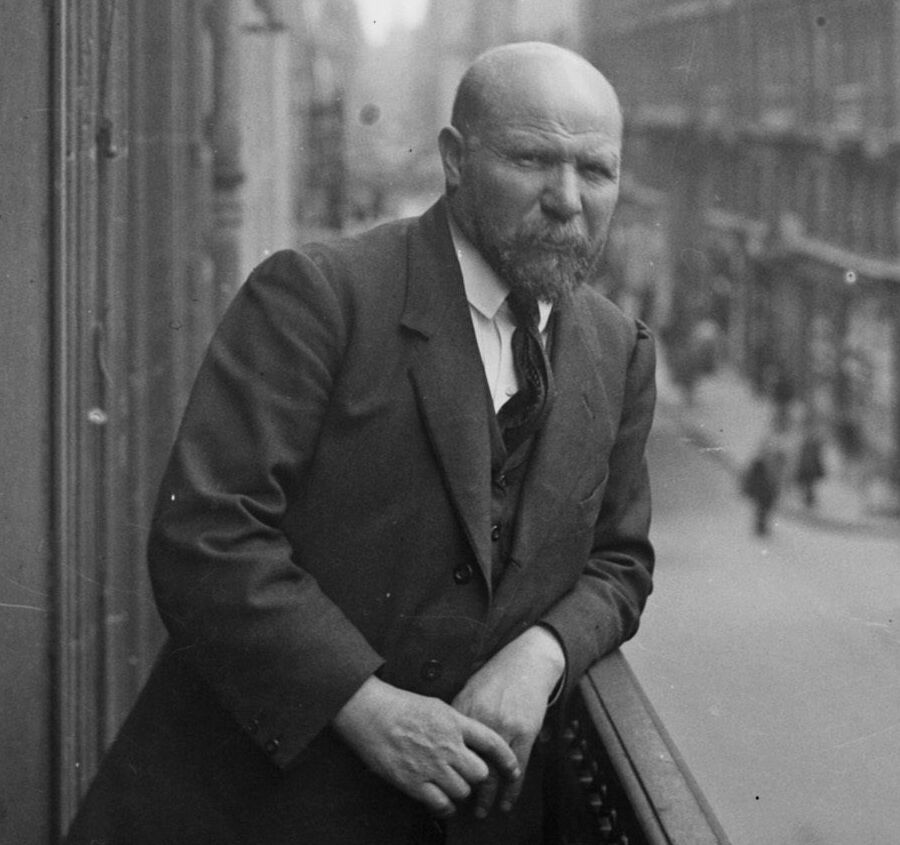
Albert Kahn (1860–1940)

- Kahn, Albert (1869–1942), deutschamerikanischer Architekt
- Kahn, Alfred E. (1917–2010), US-amerikanischer Ökonom
- Kahn, Alphonse (1908–1985), deutscher Widerstandskämpfer gegen den Nationalsozialismus
- Kahn, Anton Friedrich (1713–1797), deutscher Fechtmeister
- Kahn, Arthur (1850–1928), deutscher Arzt und Schriftsteller
- Kahn, Ashley (* 1960), US-amerikanischer Schriftsteller, Journalist, Produzent, Tourmanager
- Kahn, Axel (1944–2021), französischer Genetiker
- Kahn, Axel (* 1965), deutscher FußballspielerAxel Kahn (* 1965)

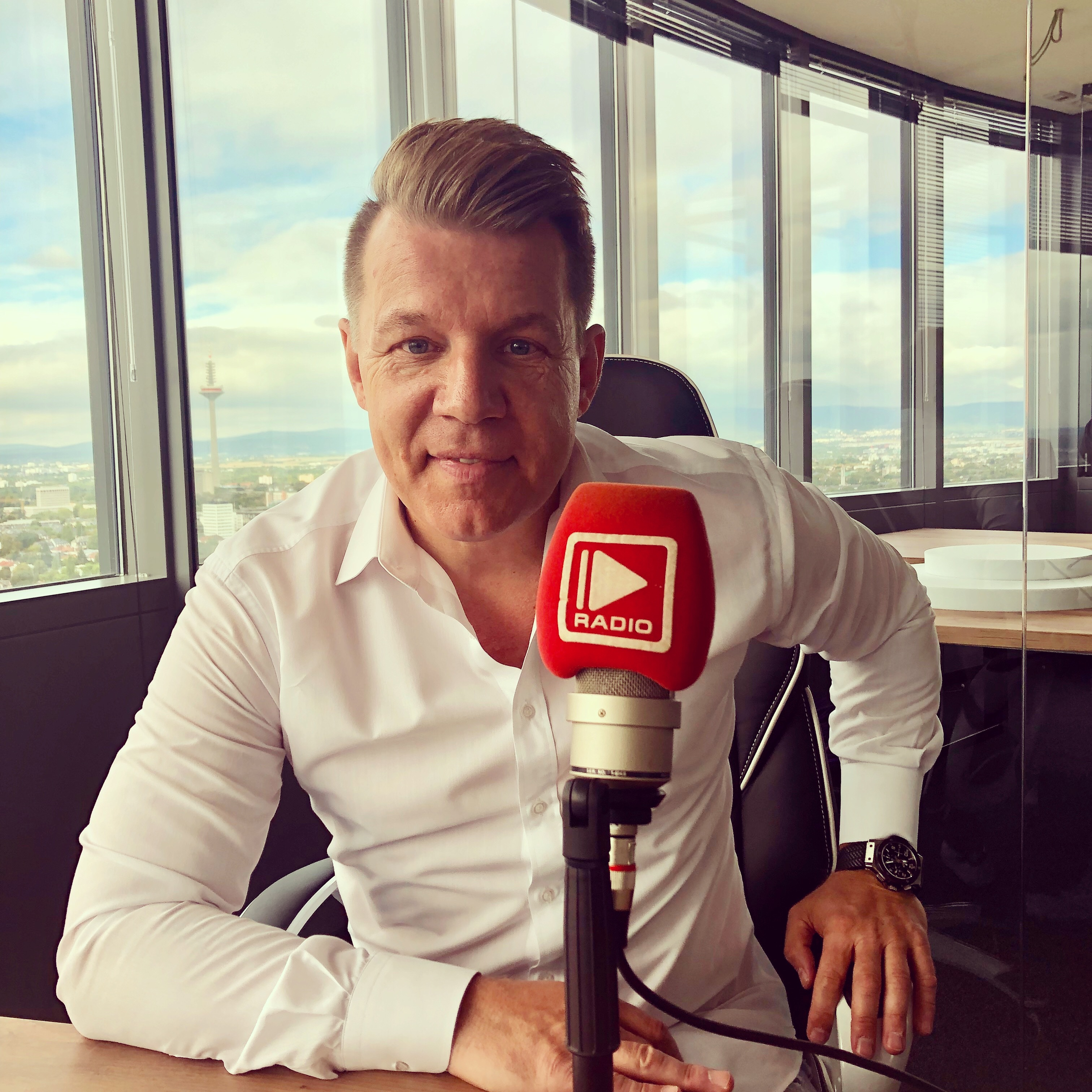
Axel Kahn (* 1965)

- Kahn, Bernard Arnold (1886–1941), niederländischer Unternehmer, Holocaustopfer
- Kahn, Bernd (1928–2023), US-amerikanischer Radiochemiker
- Kahn, Bernhard (1827–1905), deutscher Kaufmann, Unternehmer, Bankier und Kommunalpolitiker
- Kahn, Bernhard (1876–1955), jüdischer Verbandsfunktionär
- Kahn, Bruno (* 1958), französischer Mathematiker
- Kahn, C. Ronald (* 1944), US-amerikanischer Endokrinologe und Diabetes-Forscher
- Kahn, Cédric (* 1966), französischer Regisseur und Drehbuchautor
- Kahn, Charles Harry (1921–1972), deutschamerikanischer Ökonom und Hochschullehrer
- Kahn, Charles Henry (1928–2023), US-amerikanischer Klassischer Philologe und Philosophiehistoriker
- Kahn, Daniel (* 1978), US-amerikanischer Musiker, Schauspieler, Regisseur
- Kahn, David (1930–2024), amerikanischer Autor kryptographischer Fachliteratur
- Kahn, David (* 1961), US-amerikanischer Basketballfunktionär
- Kahn, Didier (* 1960), französischer Wissenschaftshistoriker
- Kahn, Ed (1911–1945), US-amerikanischer American-Football-Spieler und Soldat
- Kahn, Edgar (1903–1955), deutscher Bühnen-Schriftsteller, Drehbuchautor und Dramaturg

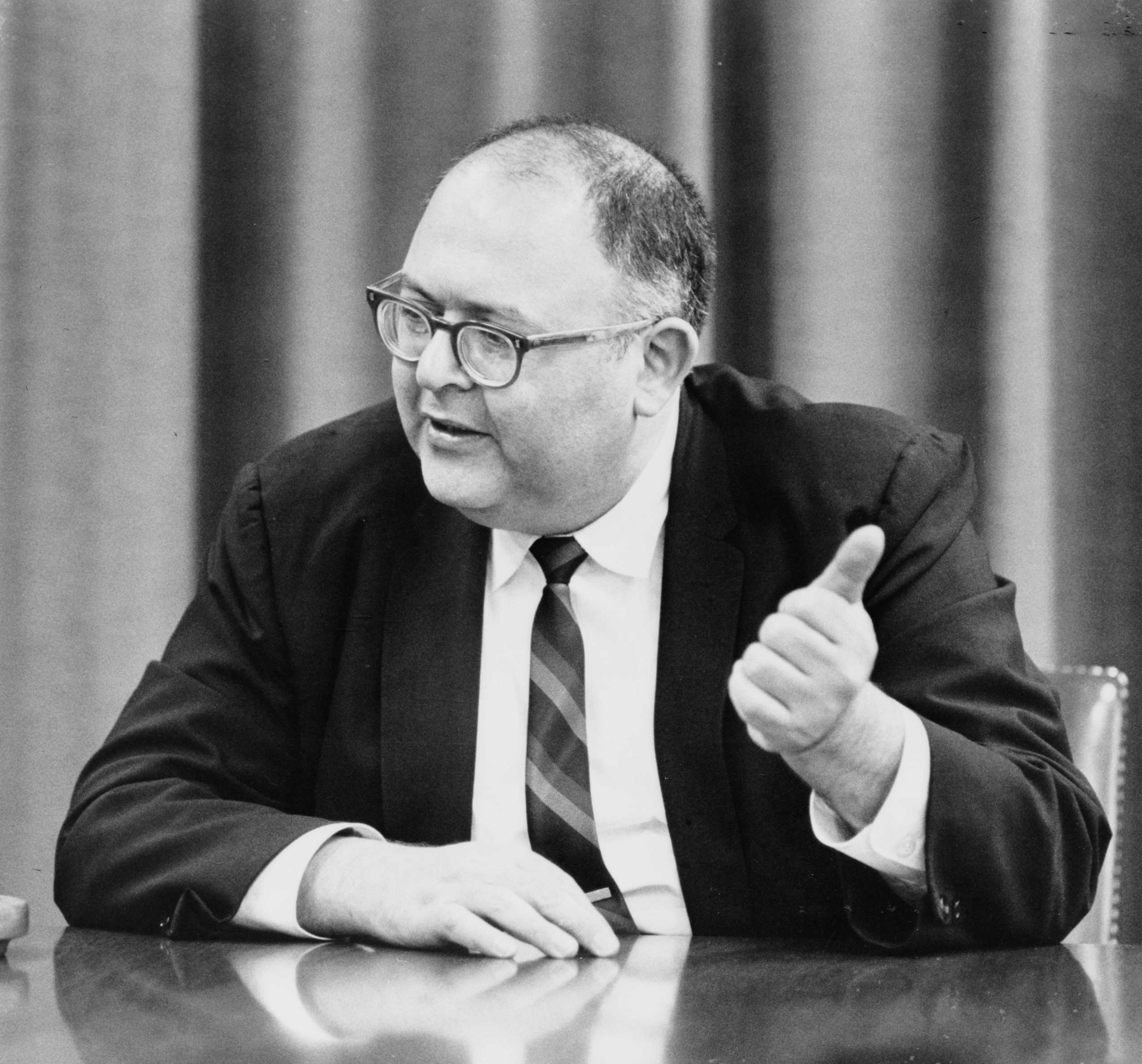
Herman Kahn (1922–1983)

- Kahn, Ely Jacques (1884–1972), US-amerikanischer Architekt
- Kahn, Erich (1904–1980), deutsch-britischer Maler, Zeichner und Grafiker
- Kahn, Erich Itor (1905–1956), deutschamerikanischer Musiker
- Kahn, Ernst (1884–1959), deutscher Bankier, Journalist, Sozialpolitiker und Wirtschaftswissenschaftler
- Kahn, Eugen (1887–1973), deutsch-amerikanischer Psychiater
- Kahn, Ferdinand (1886–1951), deutscher Schriftsteller
- Kahn, Ferdinand Helanus (1788–1864), österreichischer römisch-katholischer Geistlicher
- Kahn, Florence Prag (1866–1948), US-amerikanische Politikerin
- Kahn, Franz (1861–1904), deutscher Jurist und Hochschullehrer
- Kahn, Franz (1866–1951), österreichischer Landwirt und Politiker
- Kahn, Franz (1895–1944), österreichischer Zionist und Verbandsfunktionär
- Kahn, Fritz (1888–1968), deutscher Arzt und Autor populärwissenschaftlicher Bücher
- Kahn, George (* 1952), US-amerikanischer Jazzpianist und Komponist
- Kahn, Guinter (1934–2014), US-amerikanischer Mediziner und Erfinder eines Haarwuchsmittels auf der Basis von Minoxidil
- Kahn, Gus (1886–1941), US-amerikanischer Musiker, Liedermacher und Textdichter
- Kahn, Gustave (1859–1936), französischer Schriftsteller
- Kahn, H. Peter (1921–1997), US-amerikanischer Maler, Zeichner, Kalligraph, Kulturphilosoph und Hochschullehrer
- Kahn, Harry (1883–1970), deutscher Journalist, Schriftsteller, Drehbuchautor und Übersetzer
- Kahn, Heinz (1922–2014), deutscher Tierarzt, Überlebender der Judenverfolgung und Vorsitzender einer jüdischen Gemeinde
- Kahn, Helmut W. (1922–2005), deutscher Publizist
- Kahn, Herman (1922–1983), US-amerikanischer KybernetikerHerman Kahn (1922–1983)
- Kahn, Ian (* 1972), US-amerikanischer Schauspieler
- Kahn, Irving (1905–2015), US-amerikanischer Finanzanalyst
- Kahn, Jakob (1878–1948), deutscher Schneider, Expedient und Politiker (SPD)
- Kahn, James (* 1947), US-amerikanischer Autor
- Kahn, Jared (* 1982), US-amerikanischer Schauspieler und Filmschaffender
- Kahn, Jean (1929–2013), französischer Rechtsanwalt und Menschenrechtler
- Kahn, Jean-François (1938–2025), französischer Publizist
- Kahn, Jeff (* 1950), US-amerikanischer Mathematiker
- Kahn, Jenette (* 1948), US-amerikanische Verlegerin, Herausgeberin und Lifestyle-Autorin
- Kahn, Jeremy (* 1970), US-amerikanischer Mathematiker
- Kähn, Johannes (1810–1874), deutscher Tierarzt und Dichter
- Kahn, John (1947–1996), US-amerikanischer Bassist
- Kahn, Josef (1839–1915), österreichischer Geistlicher und Bischof von Gurk (1887–1910)
- Kahn, Joseph (1809–1875), Oberrabbiner von Trier
- Kahn, Joseph (* 1972), US-amerikanischer Regisseur
- Kahn, Joseph F. (* 1964), US-amerikanischer JournalistJoseph F. Kahn (* 1964)

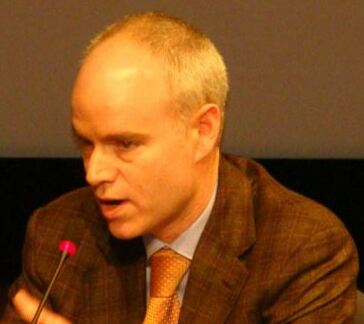
Joseph F. Kahn (* 1964)

- Kahn, Julius (1861–1924), US-amerikanischer Politiker
- Kahn, Karl (1900–1966), deutscher Politiker (Bayerische Volkspartei, CSU), MdB
- Kahn, Leo (1894–1983), deutsch-israelischer Maler
- Kahn, Leonard (1926–2012), US-amerikanischer Elektroingenieur
- Kahn, Lewis (1946–2019), US-amerikanischer Salsa- und Jazzmusiker
- Kahn, Lisa (1927–2013), deutsch-amerikanische Germanistin und Lyrikerin
- Kahn, Louis (1895–1967), französischer Marineingenieuroffizier und jüdischer Funktionär
- Kahn, Louis I. (1901–1974), US-amerikanischer Architekt und Stadtplaner
- Kahn, Ludwig (1910–2007), deutsch-amerikanischer Germanist
- Kahn, Madeline (1942–1999), US-amerikanische Schauspielerin
- Kahn, Margarethe (* 1880), deutsche Mathematikerin und Holocaust-Opfer
- Kahn, Max (1857–1939), deutscher Porträt- und Genremaler
- Kahn, Meier (1886–1943), deutscher Jurist
- Kahn, Michael (1798–1861), deutscher Industrieller
- Kahn, Michael (* 1930), US-amerikanischer Filmeditor
- Kahn, Misha (* 1989), amerikanischer Designer und Künstler
- Kahn, Morris (* 1930), israelischer Unternehmer
- Kahn, Moshe (* 1942), deutscher literarischer Übersetzer
- Kahn, Nathaniel (* 1962), US-amerikanischer Drehbuchautor, Regisseur und Filmproduzent
- Kahn, Oliver (* 1969), deutscher Fußballtorwart, mehrfacher WelttorhüterOliver Kahn (* 1969)

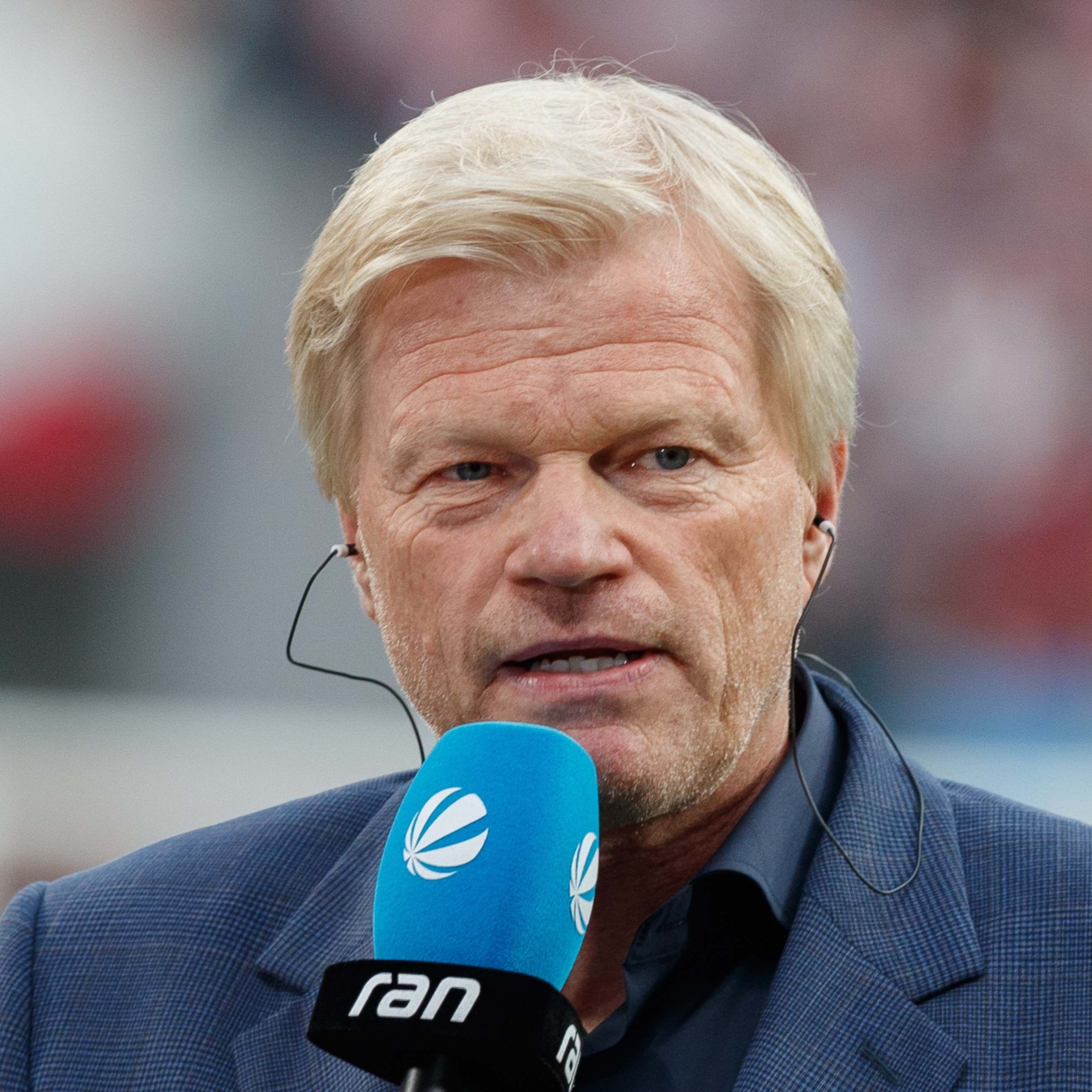
Oliver Kahn (* 1969)

- Kahn, Olivier (1942–1999), französischer Chemiker
- Kahn, Otto Erich (1908–1977), Angehöriger der Waffen-SS
- Kahn, Otto Hermann (1867–1934), US-amerikanischer Bankier und MäzenOtto Hermann Kahn (1867–1934)

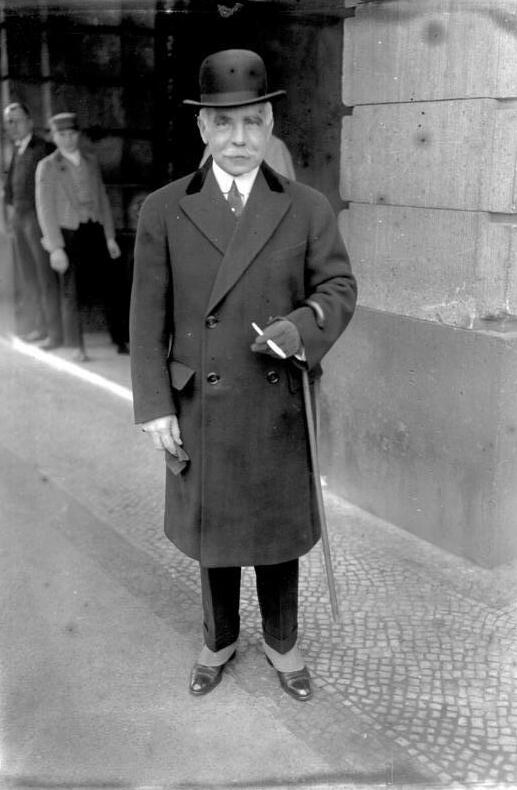
Otto Hermann Kahn (1867–1934)

- Kahn, Philippe (* 1952), französisch-amerikanischer Unternehmer und Gründer von Borland
- Kahn, Reinhard (* 1941), deutscher Filmemacher
- Kahn, Reuben Leon (1887–1979), US-amerikanischer Immunologe
- Kahn, Richard (* 1890), deutscher Unternehmer
- Kahn, Richard (1905–1989), britischer Ökonom
- Kahn, Richard C. (1897–1960), US-amerikanischer Filmregisseur, Filmproduzent und Drehbuchautor
- Kahn, Robert (1865–1951), deutscher Komponist und Musikpädagoge
- Kahn, Robert (1923–1970), deutsch-amerikanischer Lyriker und Germanist
- Kahn, Robert E. (* 1938), amerikanischer Informatiker und Mitentwickler des Transmission Control Protocol (TCP)
- Kahn, Robert L. (1918–2019), US-amerikanischer Psychologe
- Kahn, Robin (* 1961), amerikanische Autorin, Konzeptkünstlerin und Kuratorin
- Kahn, Roger Wolfe (1907–1962), US-amerikanischer Alt- und Tenorsaxophonist, Bandleader und Komponist
- Kahn, Rolf (* 1943), lettisch-deutscher Fußballspieler
- Kahn, Sepp (1952–2024), österreichischer Schriftsteller
- Kahn, Sheldon (* 1940), US-amerikanischer Filmeditor
- Kahn, Siegbert (1909–1976), deutscher KPD-Funktionär, marxistischer Ökonom und Direktor des Deutschen Wirtschaftsinstituts
- Kahn, Suzanne Esther (1876–1943), französische Jüdin, in Auschwitz ermordet
- Káhn, Szilvia (* 1969), ungarische Tischtennisspielerin
- Kahn, Tiny (1924–1953), US-amerikanischer Schlagzeuger, Komponist und Arrangeur des Swing und Modern Jazz
- Kahn, Victor (1889–1971), französischer Schachspieler russischer Herkunft
- Kahn, Walter (1911–2009), deutscher Reiseunternehmer
- Kahn, William (* 1888), deutscher Filmregisseur, Drehbuchautor und Filmproduzent
- Kahn, Wolf (1927–2020), deutsch-amerikanischer Maler
- Kahn, Zadoc (1839–1905), französischer Rabbiner
- Kahn-Ackermann, Georg (1918–2008), deutscher Politiker (SPD), MdB und Journalist
- Kahn-Ackermann, Michael (* 1946), deutscher Sinologe und Übersetzer
- Kahn-Freund, Otto (1900–1979), deutscher Jurist und Widerstandskämpfer gegen den Nationalsozialismus
- Kahn-Harris, Deborah (* 1968), amerikanisch-britische Rabbinerin
- Kahn-Wallerstein, Carmen (1903–1988), deutsch-schweizerische Schriftstellerin und Biographin
- Kahne, Kasey (* 1980), US-amerikanischer NASCAR-Rennfahrer
- Kähne, Otto, deutscher Fußballspieler
- Kähne, Volker (1941–2019), deutscher Jurist, politischer Beamter
- Kahneman, Daniel (1934–2024), israelisch-US-amerikanischer Psychologe, Träger des Alfred-Nobel-Gedächtnispreises für WirtschaftswissenschaftenDaniel Kahneman (1934–2024)

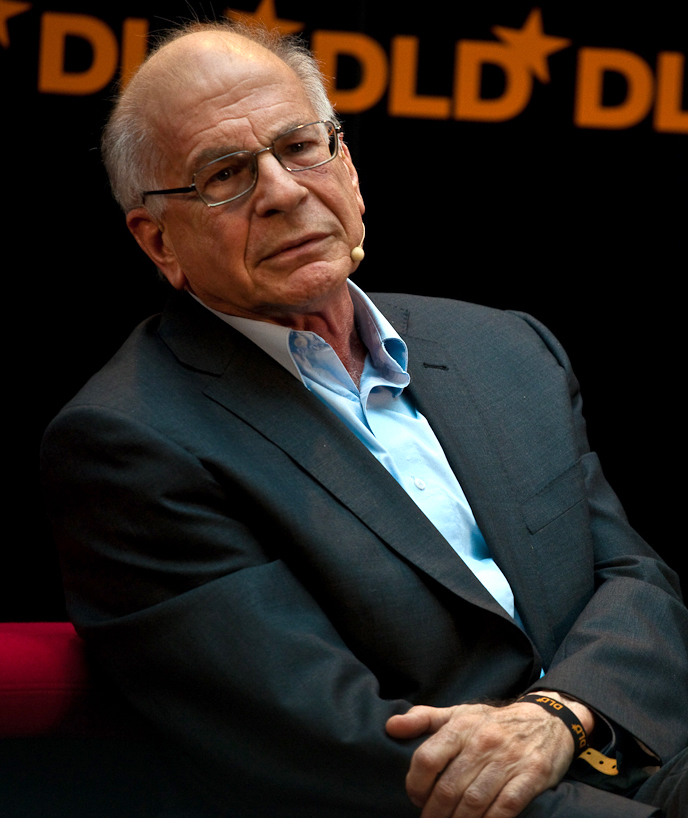
Daniel Kahneman (1934–2024)

- Kahnemann, Emil (1871–1930), deutscher Chemiker und Pharmazeut
- Kahnert, Janning (* 1978), deutscher Schauspieler
- Kahnert, Juan (1928–2021), argentinischer Kugelstoßer
- Kahng, Dawon (1931–1992), südkoreanischer Physiker
- Kahnis, Karl Friedrich August (1814–1888), deutscher evangelischer Theologe
- Kahnmeyer, Robin (* 1975), deutscher Synchronsprecher
- Kahnt, Christian Friedrich (1823–1897), deutscher Verlagsgründer, Leipziger Musikverleger und Redakteur
- Kahnt, Günter (1929–2025), deutscher Agrarwissenschaftler für Allgemeinen Pflanzenbau und Ökologischen Landbau
- Kahnt, Heinz (* 1949), deutscher Radsportler, nationaler Meister im Radsport
- Kahnt, Johann Carl († 1821), deutscher Tischler, Baukommissar und Hochschullehrer
- Kahnt, Klaus (1934–2015), deutscher Konteradmiral der Volksmarine
- Kahnt, Norbert (* 1961), deutscher Fußballspieler
- Kahnt, Ralph (* 1957), deutscher Fußballspieler
- Kahnt, Richard (* 1871), deutscher Gewerkschaftsfunktionär und Politiker (SPD, USPD), MdL
- Kahnt, Rolf (* 1945), deutscher Politiker (AfD), MdL
- Kahnt, Rolf-Dieter (* 1952), deutscher Fußballspieler
- Kahnwald, Nils (* 1984), deutscher Schauspieler
- Kahnweiler, Daniel-Henry (1884–1979), deutsch-französischer Galerist und KunsthändlerDaniel-Henry Kahnweiler (1884–1979)

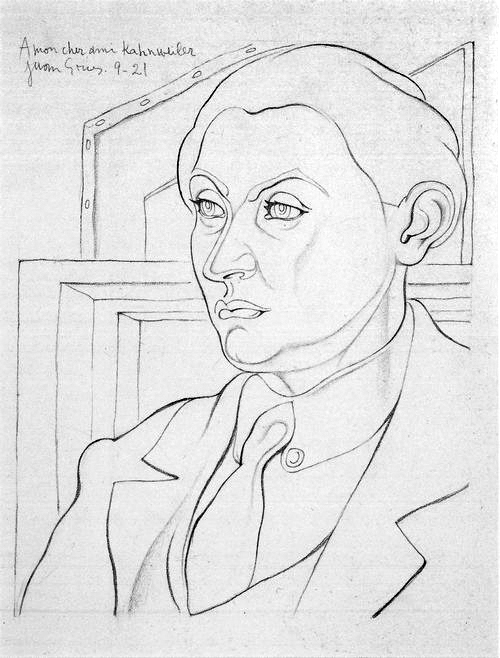
Daniel-Henry Kahnweiler (1884–1979)

### Kaho
- Kahofer, Andrea (* 1973), österreichische Politikerin (SPÖ), Mitglied des Bundesrates
- Kahofer, Arnim (* 1974), österreichischer Karambolagespieler
- Kahofer, Timon-Pascal (* 1999), österreichischer Skispringer
- Kahongya, Julien Paluku (* 1968), kongolesischer Politiker; Gouverneur von Nord-Kivu
- Kahowez, Günter (1940–2016), österreichischer Komponist, Hochschullehrer und Autor

### Kahr
- Kahr, Alexander (* 1965), österreichischer Musikproduzent, Disc Jockey und Komponist
- Kähr, Charlotte (* 2001), Schweizer Handballspielerin
- Kahr, Charly (1932–2024), österreichischer Skirennläufer und Alpinskitrainer
- Kahr, Claudia (* 1955), österreichische Juristin und Richterin am Verfassungsgerichtshof
- Kahr, Elke (* 1961), österreichische Kommunalpolitikerin (KPÖ), Grazer KPÖ-Stadträtin
- Kahr, Gustav von (1833–1905), deutscher Verwaltungsjurist
- Kahr, Gustav von (1862–1934), deutscher Politiker und bayerischer parteiloser MinisterpräsidentGustav von Kahr (1862–1934)

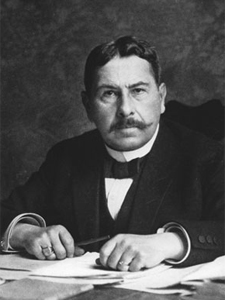
Gustav von Kahr (1862–1934)

- Kahr, Jim, US-amerikanischer Gitarrist und Sänger
- Kahr, Karl (1914–2007), österreichischer SS-Führer und KZ-Arzt
- Kahr, Michael (* 1975), österreichischer Jazzmusiker und Musikwissenschaftler
- Kahra, Johannes (* 1990), deutscher Bahn- und Straßenradrennfahrer
- Kahraba (* 1994), ägyptischer Fußballspieler
- Kahram, Hamid (1958–2020), iranischer Politiker
- Kahraman, Buçe Buse (* 1996), türkische Schauspielerin
- Kahraman, Cihan (* 1998), deutsch-türkischer Fußballspieler
- Kahraman, Enis (* 1987), türkischer Fußballspieler
- Kahraman, Erol (* 1983), kanadisch-türkischer Eishockeytorwart
- Kahraman, İlyas (* 1976), türkischer Fußballspieler
- Kahraman, İsmail (* 1940), türkischer Politiker und Parlamentspräsident
- Kahraman, Selin (* 1995), türkische Schauspielerin
- Kahraman, Volkan (1979–2023), österreichischer Fußballspieler und -trainer, Unternehmer und Kommunalpolitiker türkischer Abstammung
- Kahramaner, Suzan (1913–2006), türkische Mathematikerin und Hochschullehrerin an der Universität Istanbul
- Kahre, Kyra Sophia (* 1989), deutsche Schauspielerin
- Kahre, Uwe Siegfried (1943–2017), deutscher Konteradmiral
- Kahrel, Hermann Friedrich (1719–1787), deutscher Rechtswissenschaftler, Philosoph und Hochschullehrer
- Kahrer, Max (1878–1937), österreichischer Maler
- Kahriman, Damir (* 1984), serbischer Fußballspieler
- Kahrimanović, Denis (* 2000), bosnischer Fußballspieler
- Kahrmann, Christian (* 1972), deutscher SchauspielerChristian Kahrmann (* 1972)

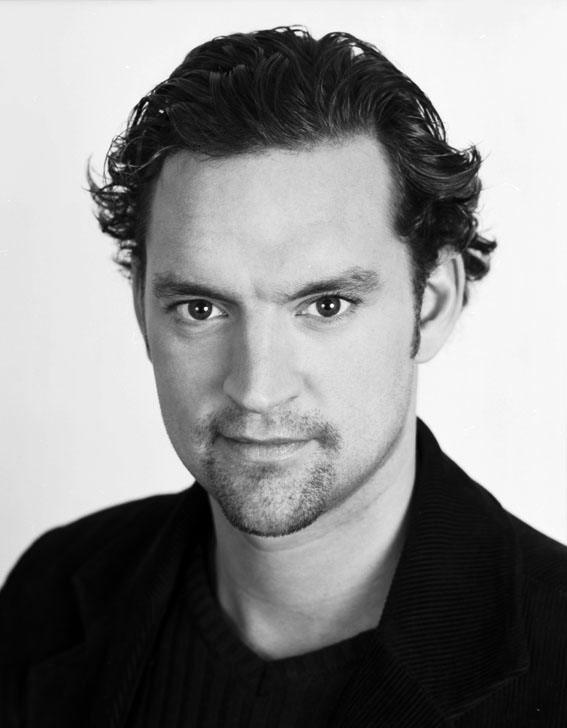
Christian Kahrmann (* 1972)

- Kahrmann, Hans (1908–1973), deutscher Motorradrennfahrer
- Kahrovic, Tahir (* 1996), deutscher Boxer
- Kahrs, Annika (* 1984), deutsche audio-visuelle Künstlerin und Zeichnerin
- Kahrs, Axel (* 1950), deutscher Autor
- Kahrs, Bringfriede (* 1943), deutsche Politikerin (SPD), MdBB
- Kahrs, Christian (* 1961), deutscher Religionspädagoge und Hochschullehrer
- Kahrs, Ernst (1876–1948), deutscher Kommunalpolitiker
- Kahrs, Johannes (* 1963), deutscher Politiker (SPD), MdBJohannes Kahrs (* 1963)

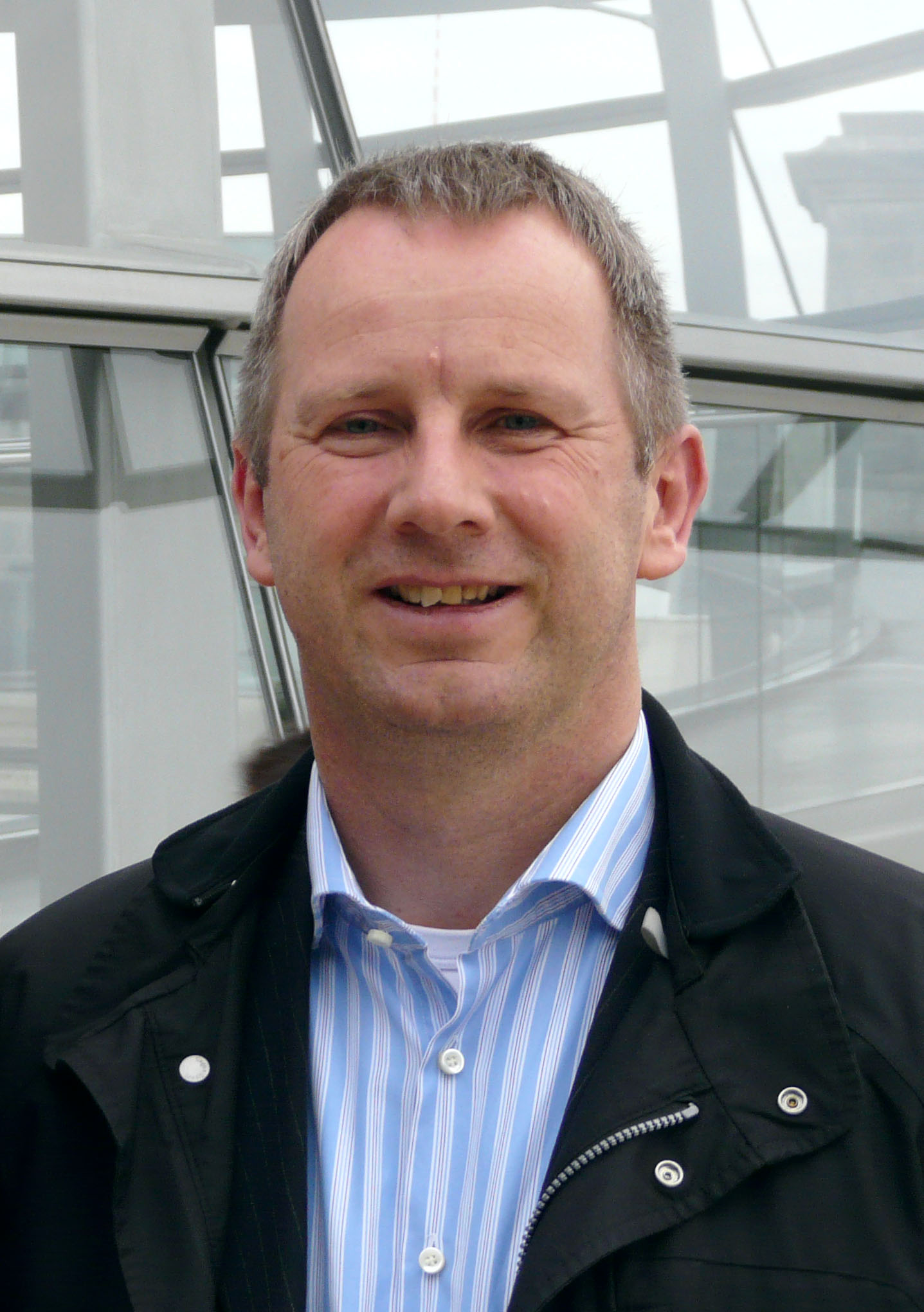
Johannes Kahrs (* 1963)

- Kahrs, Johannes (* 1965), deutscher Künstler
- Kahrs, John (* 1967), US-amerikanischer Animator und Regisseur
- Kahrs, Rainer, deutscher Journalist
- Kahrs, Volker (1951–2008), deutscher Musiker
- Kahrs, Wolfgang (* 1933), deutscher Jurist und Politiker (SPD), MdBB
- Kahrstedt, Ulrich (1888–1962), deutscher Althistoriker
- Kahrweg, Ernst Heinrich (1818–1880), deutscher Unternehmer
- Kahry, Thomas (* 1979), österreichischer Autor, Schauspieler, Regisseur und Kulturmanager

### Kahs
- Kahsai, Melake, eritreischer Straßenradrennfahrer
- Kähsbauer, Paul (1912–1988), österreichischer Zoologe
- Kahsnitz, Rainer (* 1936), deutscher Kunsthistoriker

### Kaht
- Kahts, Megan (* 1989), südafrikanische Sängerin (Mezzosopran, früher Sopran)

### Kahu
- Kahuanui, Keahu (* 1986), US-amerikanischer Schauspieler
- Kahudi, Charles (* 1986), französischer Basketballspieler
- Kahugu, Joseph (* 1971), kenianischer Marathonläufer
- Kahumatamomoe, Entdecker aus dem Volk der Māori auf der Nordinsel Neuseelands
- Kahumbu, Paula (* 1966), kenianische Ökologin, Aktivistin und Autorin
- Kahun, Dominik (* 1995), deutsch-tschechischer Eishockeyspieler
- Kahungu, Fransina (* 1970), namibische Politikerin
- Kahutia, Riperata (1839–1887), Stammesführerin der Te Aitanga-a-Māhaki

### Kahv
- Kahveci, Adnan (1949–1993), türkischer Politiker
- Kahveci, İrfan Can (* 1995), türkischer Fußballspieler
- Kahveci, Nihat (* 1979), türkischer FußballspielerNihat Kahveci (* 1979)

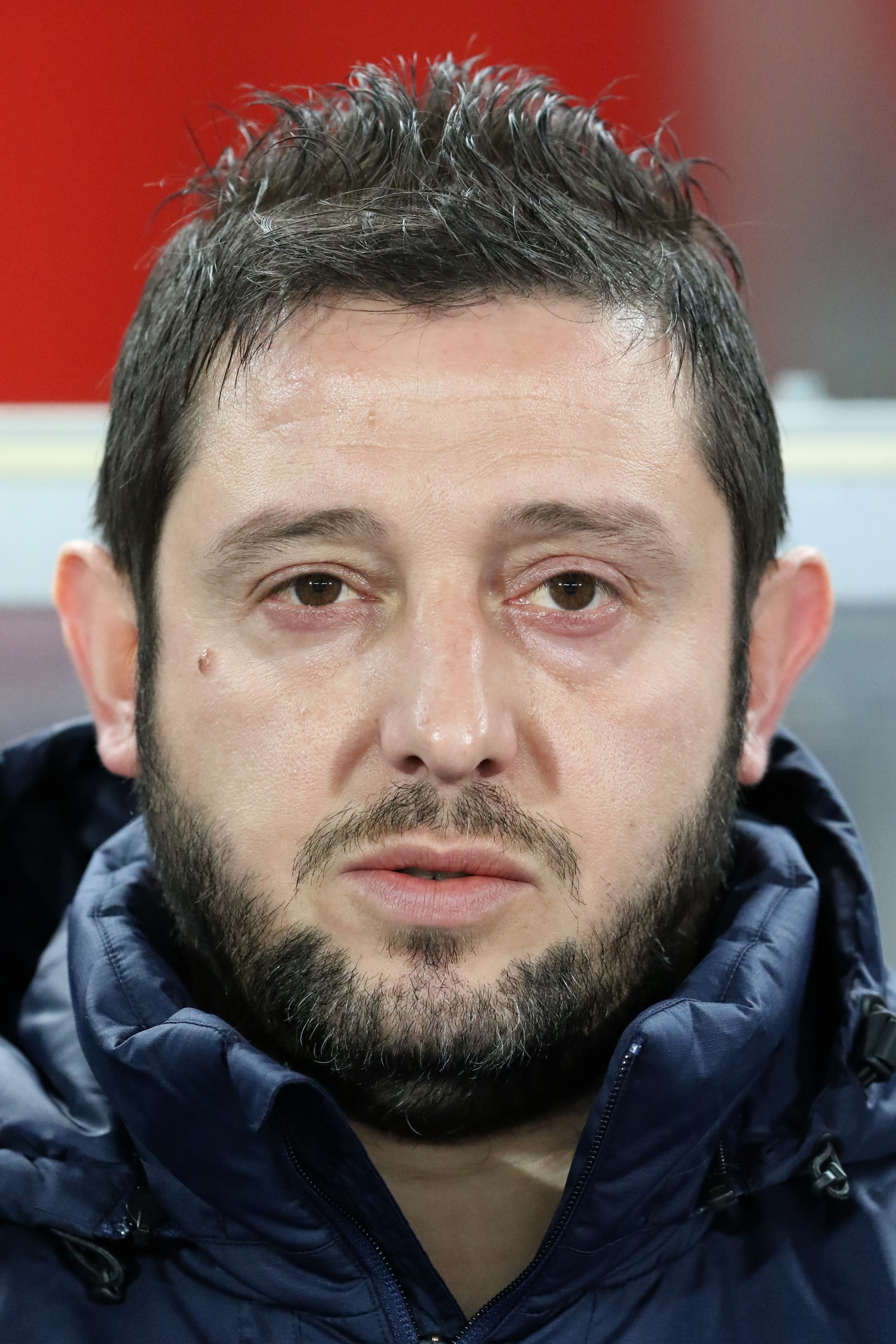
Nihat Kahveci (* 1979)

- Kahveci, Ömer (* 1992), türkischer Fußballtorhüter
- Kahvedjian, Elia (1910–1999), armenischer Fotograf
- Kahvić, Aleksandar (* 2004), bosnischer Fußballspieler

### Kahw
- Kahwagi, Jean (* 1953), libanesischer Militär, Kommandant der libanesischen Streitkräfte

### Kahy
- Kahya, Ramazan (* 1984), türkischer Fußballspieler